# Cmentarz Orląt Lwowskich
Cmentarz Orląt Lwowskich albo cmentarz Obrońców Lwowa (ukr. Польський військовий меморіал у Львові) – wyodrębniona część cmentarza Łyczakowskiego we Lwowie. Zajmuje odrębne miejsce – stoki wzgórz od strony Pohulanki. Znajdują się na nim mogiły uczestników wojny polsko-ukraińskiej o Lwów i Galicję Wschodnią, a także wojny polsko-bolszewickiej, poległych w latach 1918–1920 lub zmarłych w latach późniejszych.
Jego jedna z nazw to cmentarz Orląt Lwowskich, gdyż część spośród pochowanych tam prawie 3000 żołnierzy to Orlęta Lwowskie, czyli młodzież szkół średnich i wyższych oraz inteligencja. Nazywany on był przez Polaków miejscem świętym (Campo Santo).
Cmentarz został zaprojektowany w stylu art déco. Założenia planistyczne cmentarza – zgodnie z niektórymi opiniami – przypominają nekropolie wojskowe we Francji z okresu I wojny światowej.
Zdewastowany za czasów sowieckich, ostatecznej  dewastacji władze sowieckie dokonały w 1971 roku przy pomocy czołgów Armii Sowieckiej i maszyn budowlanych, gdy zniszczono kolumnadę i znaczną część pozostałych jeszcze grobów. Zrekonstruowany po upadku Związku Socjalistycznych Republik Radzieckich.

## Historia powstania

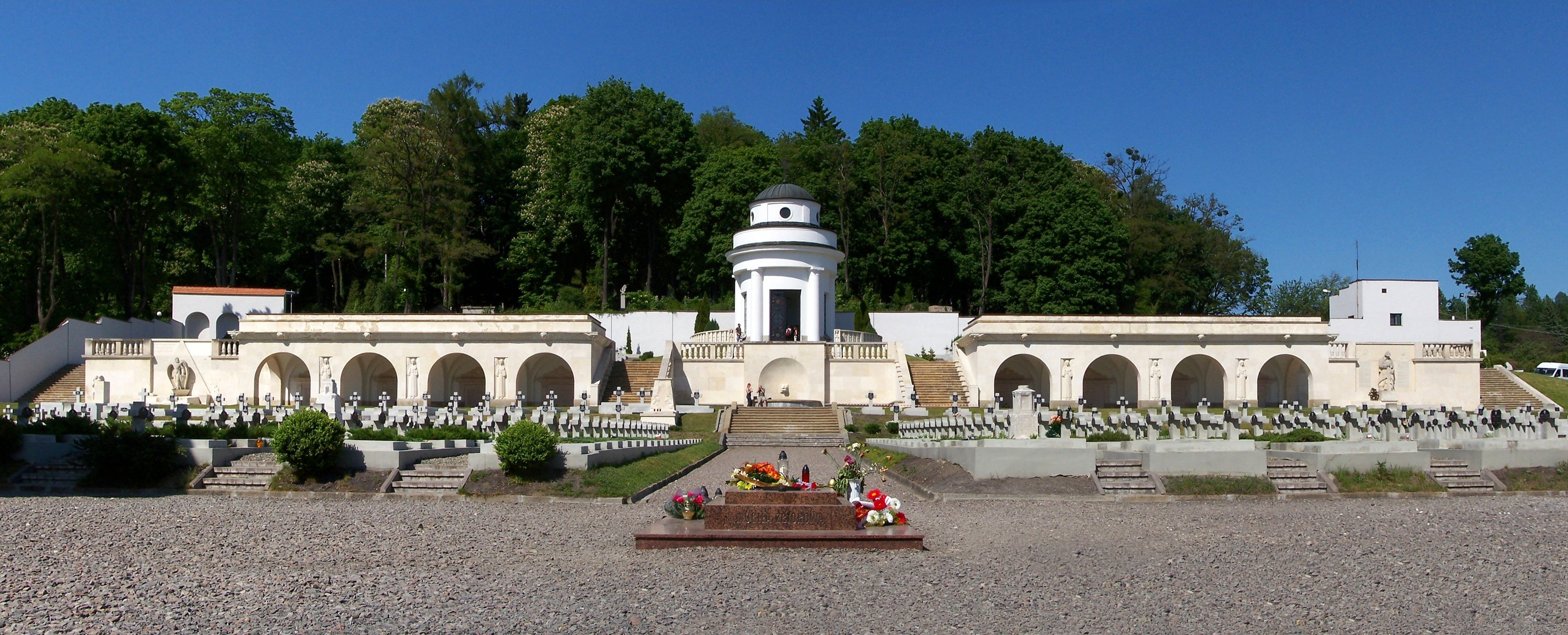
Cmentarz Obrońców Lwowa w 2007 roku

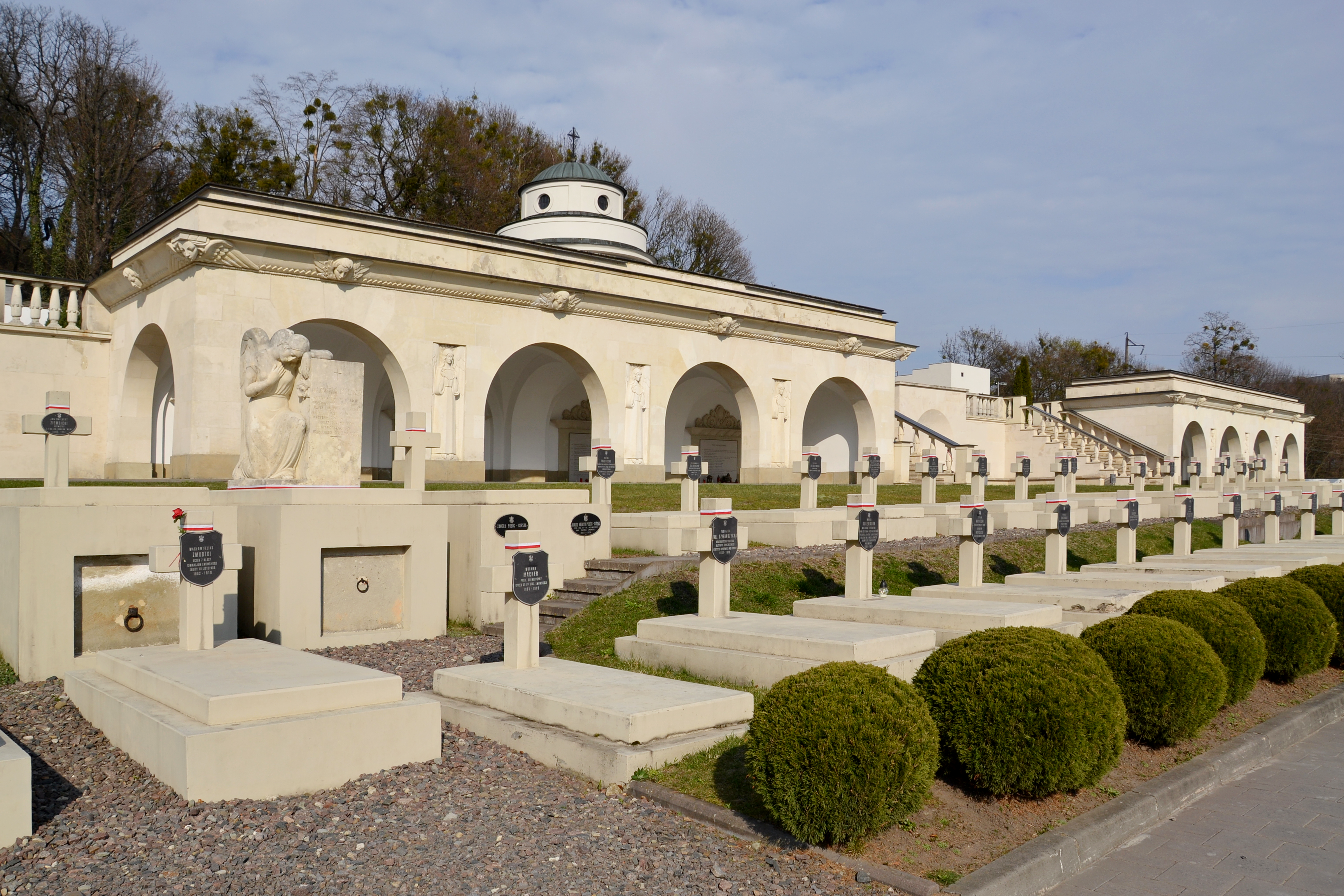
Cmentarz Obrońców Lwowa w 2019 roku

### Wybuch polsko-ukraińskiego konfliktu o Lwów
Pod koniec I wojny światowej, gdy rozpadały się Austro-Węgry, dowództwo wojsk austriackich we Lwowie sprzyjało dążeniom kół ukraińskich do przejęcia władzy w mieście. Skutkiem tego w październiku 1918 w mieście stacjonowało kilka tysięcy żołnierzy narodowości ukraińskiej, przy braku we Lwowie żołnierzy narodowości polskiej wysłanych na inne, odległe od Lwowa odcinki frontu.
Na początku października 1918 parlamentarna reprezentacja ukraińska postanowiła zwołać do Lwowa mężów zaufania ze wszystkich ziem Austro-Węgier: Galicji Wschodniej, Bukowiny, Rusi Zakarpackiej. 19 października 1918 na zjeździe we Lwowie ukonstytuowała się Ukraińska Rada Narodowa. Przyjęła ona rezolucję o utworzeniu państwa ukraińskiego, w którego skład miała wejść Galicja Wschodnia po San.
28 października została utworzona w Krakowie Polska Komisja Likwidacyjna (PKL). Komisja ta miała przyjechać do Lwowa i przejąć władzę nad całą Galicją, instalując się w ówczesnej stolicy. Wiadomość o tym przyśpieszyła wystąpienie Ukraińców.

### Walki o Lwów
1 listopada 1918 nad ranem Ukraiński Generalny Komisariat Wojskowy przy pomocy żołnierzy ukraińskich ze stacjonujących w mieście austriackich pułków (15 i 19) Obrony Krajowej opanował najważniejsze gmachy publiczne we Lwowie, m.in. Namiestnictwo, Sejm Krajowy Galicji, Dyrekcję Policji, Ratusz, Pocztę Główną. Wprawdzie Ukraińcy przejęli władzę wojskową od austriackiej komendy wojskowej, a władzę cywilną od namiestnictwa, jednakże nie zdołali opanować całego Lwowa. Już od rana 1 listopada spontanicznie powstały dwa polskie punkty oporu. Po pierwszym szoku do walczących placówek zaczęła napływać przede wszystkim młodzież. Żywiołowo i spontanicznie tworzono różne grupy i małe oddziały, które na własną rękę prowadziły walkę partyzancką. Już w pierwszych dniach w zachodniej części miasta tworzono oddziały i pododdziały, dowodzone przez młodszych oficerów i podchorążych, wywodzących się przede wszystkim z Legionów i POW, a także z armii austriackiej.
W walkach we Lwowie po stronie polskiej do 22 listopada 1918 włącznie uczestniczyło z bronią w ręku lub w służbach pomocniczych 6022 osób, w tym 1374 uczniów szkół powszechnych i średnich oraz studentów. 2640 nie przekroczyło 25 roku życia. Zginęło lub zmarło od ran 439 żołnierzy i członków wojskowej służby sanitarnej, w tym 12 kobiet. 120 poległych było uczniami, a 76 studentami wyższych uczelni. 29 poległych należało do sił odsieczy miasta pod dowództwem ppłk. Michała Karaszewicza-Tokarzewskiego. Z ówczesnych Obrońców Lwowa jeden miał zaledwie 9 lat, siedmiu po 10, a dwóch weteranów z roku 1863 po 75 lat.

### Powstanie cmentarza

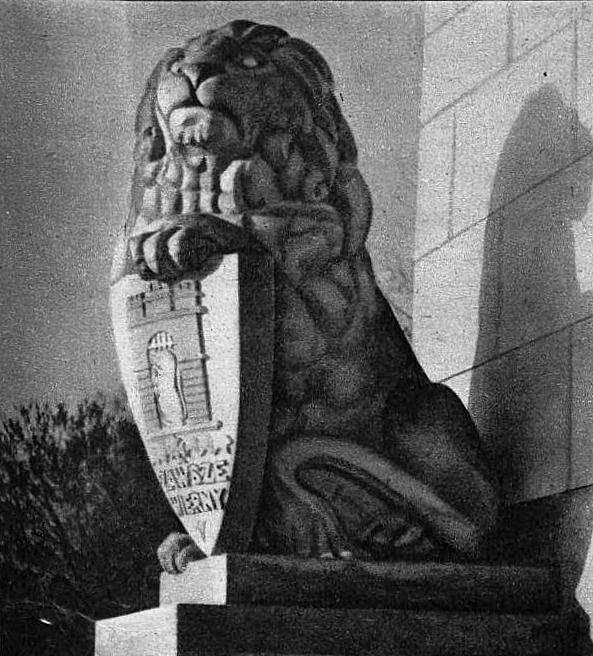
Jeden z dwóch lwów z napisem zawsze wierny (przed 1939)

W czasie walk o Lwów poległych grzebano na prowizorycznych cmentarzykach w pobliżu poszczególnych punktów oporu, między innymi obok Szkoły Kadetów, szkoły im. H. Sienkiewicza i w ogrodzie Politechniki. Po wygaśnięciu walk polskie władze Lwowa postanowiły ekshumować ciała zabitych i przenieść je na specjalnie wydzielony obszar, część folwarku Pasieka należącego do klasztoru Benedyktynek Ormiańskich we Lwowie, przylegający od strony Pohulanki do cmentarza Łyczakowskiego. Sprawą tą zajęło się powołane w 1919, z inicjatywy Marii Ciszkowej – matki jednego z poległych gimnazjalistów – towarzystwo Straż Mogił Polskich Bohaterów. Po zgromadzeniu odpowiednich funduszy i zakupieniu nieruchomości od klasztoru Benedyktynek Ormiańskich rozpisano w 1921 konkurs na mauzoleum obrońców Lwowa, którego laureatem został student Wydziału Architektury Politechniki Lwowskiej Rudolf Indruch – uczestnik walk o Lwów.
W 1936 Ministerstwo Spraw Wewnętrznych uregulowało formalnie kwestię pochówków na cmentarzu, określając funkcjonowanie cmentarza w zamkniętej formie i dopuszczając chowanie na nim wybitnych obrońców Lwowa.

## Opis obiektów cmentarza sprzed zniszczenia
Najważniejszymi częściami Cmentarza Obrońców Lwowa są:
- stojąca na najwyższym wzniesieniu Kaplica,
- katakumby rozłożone poniżej niej,
- monumentalny Pomnik Chwały z trzema pylonami oraz łączącą je kolumnadą z dwunastoma kolumnami (do czasu zniszczenia jej przez sowieckie czołgi w 1971).

Między nimi rozmieszczono mogiły.
Zarządzeniem prezydenta RP Ignacego Mościckiego z 9 listopada 1933 Obrońcy Lwowa polegli od 1 do 21 listopada 1918 zostali odznaczeni Krzyżem Niepodległości jako symbol uznania ich zasług w walce o niepodległość Polski; odznaczenie winno być zawieszone w kaplicy na cmentarzu Obrońców Lwowa.
Wybuch II wojny światowej uniemożliwił zbudowanie od strony Pohulanki bramy wejściowej, która miała być zwieńczona rzeźbą orlicy tulącej pisklęta.

### Kaplica

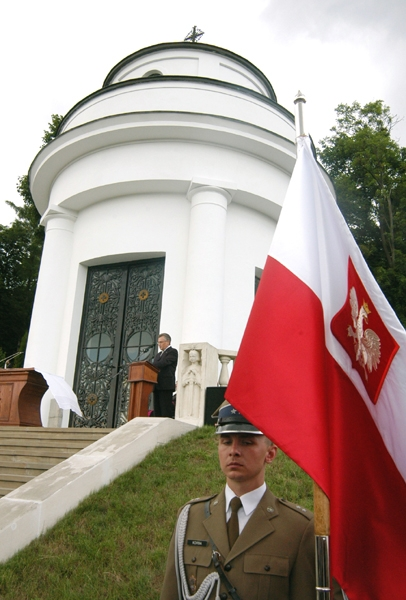
Kaplica Obrońców Lwowa

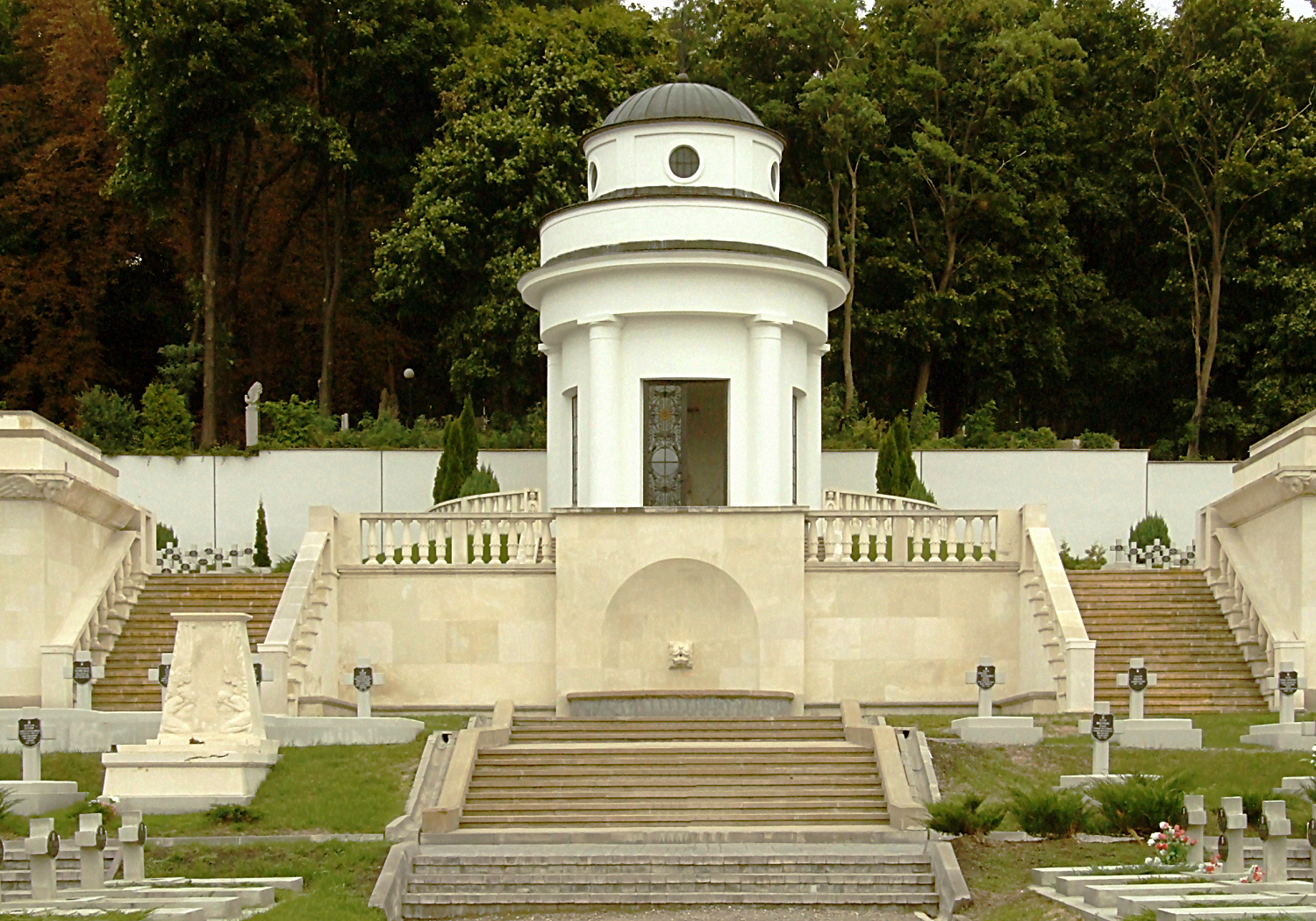
Kaplica Obrońców Lwowa w 2006 roku

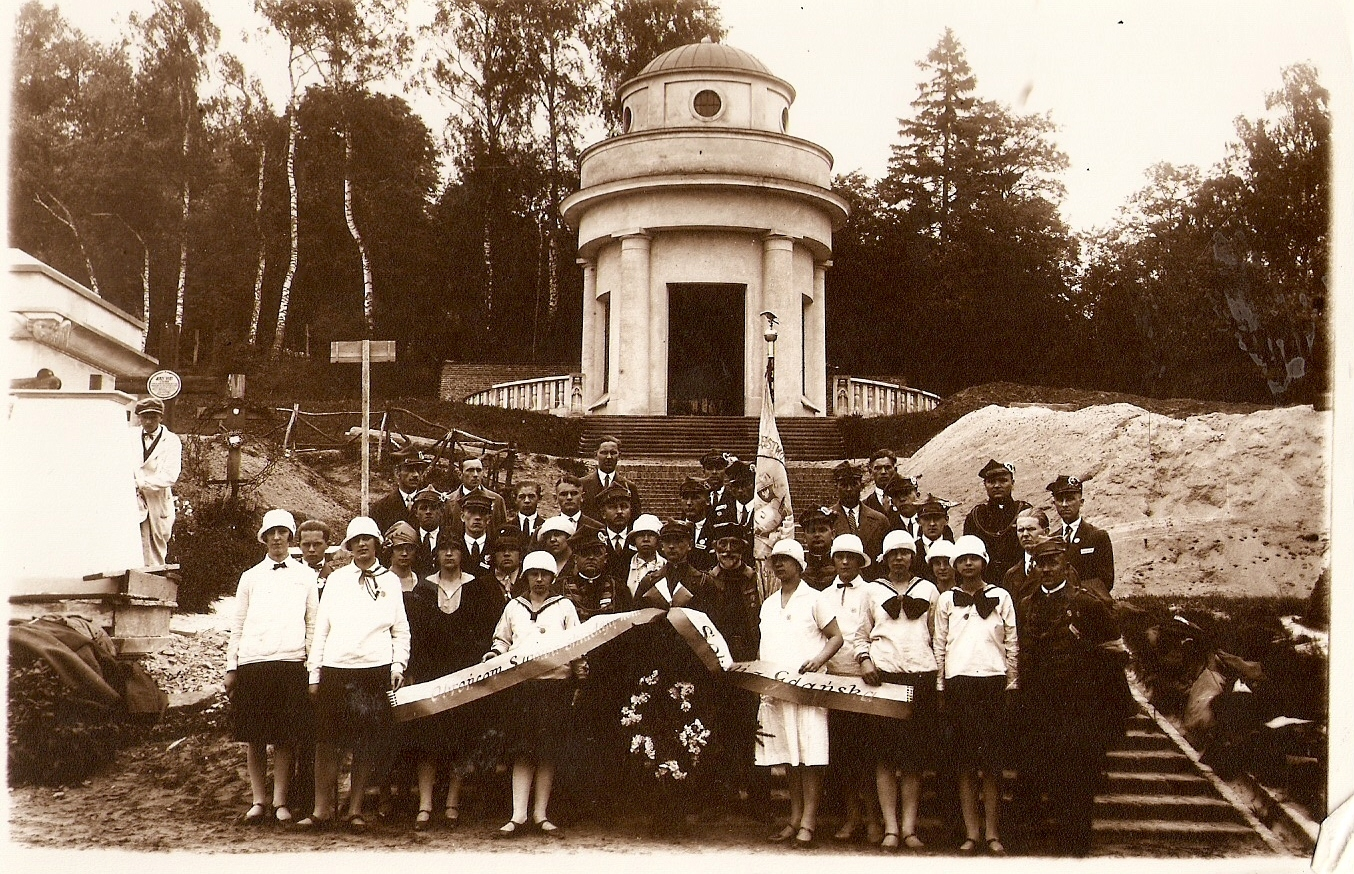
Kaplica z okresu budowy Cmentarza i pielgrzymka z Gdańska

Kaplica Obrońców Lwowa, stojąca na szczycie wzniesienia Cmentarza Obrońców Lwowa, zastąpiła pierwotną drewnianą, wzniesioną na miejscu obecnego Pomnika Chwały, jeszcze podczas walk o Lwów. Ma ona kształt rotundy. Kaplicę zaprojektował Rudolf Indruch. Wybudował ją w latach 1922–1924 inż. K. Weiss i poświęcił 28 września 1924 arcybiskup Bolesław Twardowski. W uroczystościach uczestniczyli weterani powstania styczniowego, legioniści, obrońcy Lwowa, generalicja polska z gen. Władysławem Sikorskim na czele, duchowieństwo i niezliczone rzesze lwowian. Na ołtarzu znajduje się figura Matki Boskiej z Dzieciątkiem Jezus – rzeźba artystki rzeźbiarki Luny Drexlerówny. W 2010 kaplicę przyozdobiono dwoma witrażami wykonanymi w krakowskiej pracowni prof. Józefa Furdyny, dar sfinansował dyrektor krakowskiego przedsiębiorstwa PHPU Allmed Andrzej Biedroń.

### Katakumby

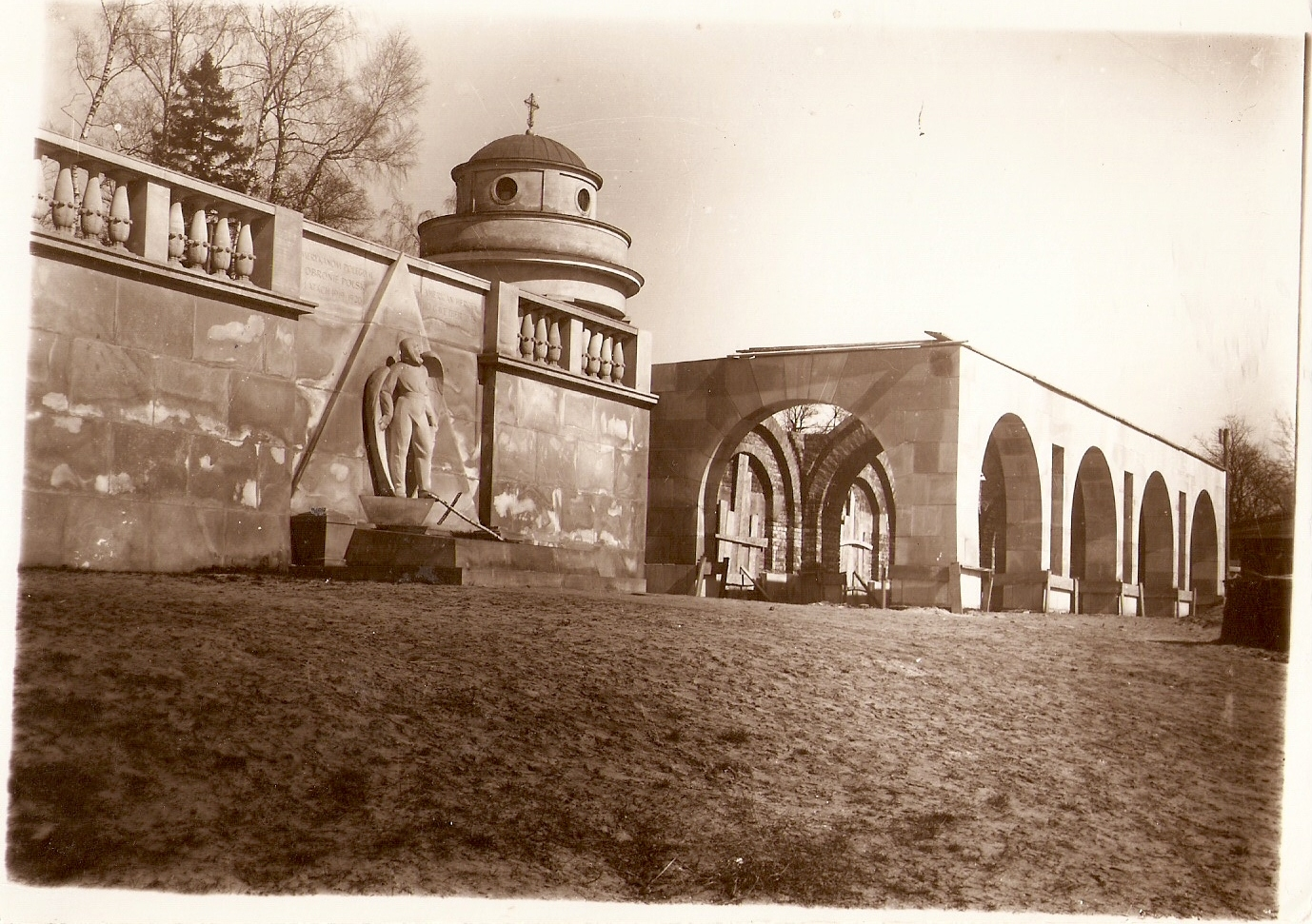
Budowa katakumb

Katakumby leżą poniżej kaplicy i schodzi się do nich szerokimi, kamiennymi schodami. W ośmiu ich kryptach spoczywa 72 bohaterów, których ekshumowano z różnych odcinków frontu polsko-ukraińskiego. Spoczęli w nich wybrani przez specjalną komisję, którą stanowili: bryg. Mączyński, prezydium Związku Obrońców Lwowa z listopada 1918, prezydium Straży Mogił Polskich Bohaterów i przedstawiciel władz wojskowych. Komisja ta orzekła, że w katakumbach mają spocząć zwłoki obrońców Lwowa poległych w pierwszych dniach listopada 1918 r., i że mają to być kobiety i mężczyźni, różnego wieku, różnych stanów, rodzajów broni, odcinków obrony Lwowa, dzielnic Polski i odsieczy.

#### Strona lewa
Krypta 1PUŁKI I ODDZIAŁY LWOWSKIE
- Por. Skałkowski Nałęcz Iwo, lat 22, stud. agron. z odc. III Góra Stracenia † 28 XII 1918 na Persenkówce. Po śmierci mianowany rotm., kaw. Virtuti Militari 4 krz. Wol. Odzn. Rycerzy śmierci, krz. Obrony Lwowa, Odzn. III odc. Orlęta
- ppor. Pempuś Jan, lat 21, I pułk strzel. Lw. † 15 V 1919 pod Kościejowem
- ppor. Białoskórski Abdank Stanisław, lat 29, stud. techn. urzęd. Towarzystwa Kredytowego Ziemskiego, z oddziału karabinów maszynowych z odcinka II poczty †12 V 1919 pod Trzemiwólkami, krz. walecznych, odznaka II odcinka Orlęta
- pchor Załogowicz Tadeusz, lat 23, legionista I Brygady, ze szkoły Sienkiewicza, †18 V 1919 pod wsią Prusami, odzn. II odc. Orlęta
- sierż. Strusiński Romuald, lat 17, uczeń gimnazjum XII, z odcinka Cytadela †2 XII 1918 w Grzybowicach, oddz. II odc. Orlęta
- szer. Kozłowska Stefania, lat 17, modniarka, sanitariuszka, †31 I 1919 na Persenkówce, krz. Obrony Lwowa, Orlęta
- szer. Petrykiewicz Antoni, lat 13, uczeń II klasy gimnazjum V z odcinka III Góra Stracenia, ranny 23.XII. na Persenkówce, †16 I 1919 r, kawaler Virtuti Militari, 3 krz. wal., odznaką rycerzy śmierci, odzn. III odc. Orlęta
- szer. Żeburski Stanisław, lat 18, absolwent gimnazjum VII, z odcinka I, ranny 15.I na Persenkówce, †24 I 1919, odzn. I odc. Orlęta
- ułan Gerlach Franciszek, lat 20, †16 IV 1919 w Winnikach, Orlęt

Krypta 2POLEGLI LISTOPAD 1918
- szer. Jabłoński Tadeusz, lat 14, uczeń III klasy gimnazjum IX Lwów, †17 XI 1918 pod Szkołą Kadecką, krzyż walecznych, odznaka I odcinka
- sierż. Głogowski Aleksander, lat 22, uczeń szkoły handlowej, Legionista I Brygady, †17 XI 1918 Góra św. Jacka, kawaler Virtuti Militari, krzyż walecznych, odznaka I odcinka
- szer. Bieganówna Antonina, lat 23, urzędniczka byłego Namiestnictwa, sanitariuszka Czerwonego Krzyża, †4 XII 1918, odzn. II odcinka
- szer. Spaltenstein Franciszek, lat 29, student prawa UJK, ranny 18.XI. w ogrodzie Kościuszki, †4 XII 1918 r, oddz. II odc.
- st. szer. Wandycz Marian, lat 19, konduktor tramwaju, Legionista III Brygady, †18 XI 1918 w ogrodzie Kościuszki, krzyż walecznych, krz. Obrony Lwowa, odznaka II odcinka
- szer. Bitschan Jerzy, lat 14, uczeń VI klasy gimnazjum Jordana, †21 XI 1918 na cmentarzu Łyczakowskim, krz., odzn. I odcinka
- szer. Łobos Jerzy, lat 16, uczeń VII klasy gimnazjum II, ochotnik w Kompanii Rzeszowskiej †21 XI 1918 przy koszarach Łyczakowskich, krz. Obrony Lwowa,
- ppor. Szameit Łabędź Stefan, lat 24, urzędnik Wydziału Krajowego, Legionista II Brygady, †21 XI 1918 obok Poczty. Po śmierci mianowany porucznikiem, kawaler Virtuti Militari, krzyża walecznych, krz. Obrony Lwowa,
- szer. Pyzik Ludwik, lat 16, uczeń IV klasy gimnazjum XI we Lwowie, †21 XI 1918 pod Cytadelą, odzn. II odcinka

Krypta 3POLEGLI LISTOPAD 1918
- szer. Grech Pańko (Żarnowski Stanisław), lat 26, rzeźnik, celowniczy karabinu maszynowego, †11 XI 1918 na Politechnice, krz. Obrony Lwowa,
- sierż. Heil Józef, lat 47, maszynista kolejowy, odc. III i IV, †14 XI 1918 na placówce Bema, krz. Obrony Lwowa,
- pchor. Sas-Kropiwnicki Adam Teobald, lat 18, uczeń VII klasy gimnazjum VII im. T.Kościuszki we Lwowie, Legionista II Brygady †8 XI 1918 pod Skniłowem, krzyż zasługi, krz. Obrony Lwowa,
- ppor. Kułakowski Wojciech, lat 26, komendant placówki Bema, †7 XI 1918 na Podzamczu, krz.
- szer. Drozd Ludwik, lat 27, kominiarz, 3 kompania 2 pp. strz., †14 XI 1918 na Podzamczu, krz. Obrony Lwowa,
- szer. Paluch Władysław, lat 18, urzędnik kolejowy, odcinek V, †13 XI 1918 na Kulparkowie, krz. Obrony Lwowa,
- szer. Nechrybecki Stanisław, lat 22, monter, odc. II †11 XI 1918 na Politechnice, krz. Obrony Lwowa,
- szer. Popowicz Zygmunt, lat 17, student Politechniki Lwowskiej, †9 XI 1918 pod Sejmem, krz. Obrony Lwowa,
- szer. Sznapka Stefan, lat 22, urzędnik prywatny, †10 XI 1918 obok poczty, krz. Obrony Lwowa.

Krypta 4POLEGLI LISTOPAD 1918
- Battaglia br. Andrzej, lat 23, leg., student prawa UJK, komendant pierwszego patrolu, ranny 31.X w koszarach Gwardji, †5 XI 1918. Po śmierci mianowany podporucznikiem, kawaler Virtuti Militari, Krzyża Walecznych, Krz. Obrony Lwowa,
- Sadowski Nałęcz Kazimierz, lat 22, technik naftowy, †3 XI 1918 na ul. Kraszewskiego, krz. Obrony Lwowa, odzn. II odcinka
- Jaszcz Tadeusz, lat 19, uczeń VIII klasy gimnazjum IV, ranny 4.XI na Wulce, †7 XII 1918, krz., odzn. I odcinka
- Buryan Stanisław, lat 56, inżynier, organizator wywiadu, zamordowany †5 XI 1918 krz. Obrony Lwowa,
- Haluza Wilhelm, lat 15, uczeń VI klasy gimnazjum VIII, †5 XI 1918 pod Kulparkowem, krz. Obrony Lwowa, odzn. I odc.
- Podhrebelny Tadeusz, lat 18, uczeń VIII klasy gimnazjum III, instruktor II Lwowskiej drużyny skautów, †5 XI 1918 przy Szkole Kadeckiej, krz. odzn. I odc.
- Marud Władysław, lat 17, robotnik, †5 XI 1918 pod koszarami Bema, krz. Obrony Lwowa, odzn. III odc.
- Konopka Kazimierz, lat 16, uczeń VII klasy gimnazjum XI, ranny 6.XI. na ul. Bema, †7 XI 1918 na Politechnice, krz. Obrony Lwowa, odzn. III odc.
- Burzym Mieczysław, lat 46, oficer pocztowy, ranny 6.XI. pod Cytadelą, †13 XI 1918, krzyż walecznych, krz. Obrony Lwowa, odzn. II odc.

#### Strona prawa
Krypta 5PUŁKI I ODDZIAŁY LWOWSKIE
- Ciszka Tadeusz, lat 19, uczeń VII klasy gimnazjum, legionista, więzień Huszt, †29 VI 1919 w Szwerach Jackowicach pod Zborowem, krz. Obrony Lwowa,
- por. Kocek Tadeusz, ochotnik 30 pp. †19 XII 1918 podczas ataku na Sołonkę, krz. Obrony Lwowa.
- kpt. Kopeć Ludwik, lat 30, ps. Wiktor, piłsudczyk, legionista, członek POW, †12 I 1919, zamordowany w Szczercu, krz. Obrony Lwowa,
- ppor. pilot Kostrzewski Zygmunt, lat 22, członek Związku Strzeleckiego, legionista, pilot eskadry, †14 V 1919 pod Kulikowem, krz. Obrony Lwowa,
- szer. Piss Zygmunt, lat 24, ślusarz, sekcyjny batalionu szturmowego kompanii karabinów maszynowych odc. III †20 IV 1918 w lesie Oświeca, krz. Obrony Lwowa,
- szer. Ruebenbauer Kazimierz, lat 18, uczeń VI klasy gimnazjum lwowskiego, †17 IV 1919 pod Bondarówką, krz. Obrony Lwowa,
- szer. Widt Jerzy, lat 20, student Wychowania Przyrodniczego UJK, oddziały techniczne, pociąg pancerny nr 3, †24 XI 1919 poległ w Starym Siole, krz. Obrony Lwowa,
- ppor. Wolak Stanisław, lat 27, syn ziemiański, dowódca oddziału ochotników †20 IV 1919 rejon Persenkówki, krzyż walecznych, kawaler Virtuti Militari, krz. Obrony Lwowa,
- kpr. Zbiegieni Artur, lat 22, cukiernik, †22 IV 1919 w szpitalu na Politechnice, krz. Obrony Lwowa.

Krypta 6PUŁKI I ODDZIAŁY LWOWSKIE
- ppor. Gluziński Lech, lat 24, absolwent Wydziału Lekarskiego UJK, adiutant szefa sanitarnego NKCH †29 XII 1918 zamordowany w Durwidowie, krz. Obrony Lwowa,
- Hutter Szczepan, lat 25, żołnierz 2 pp Leg. Polskiej Brygady Lwowskiej, patrol wywiadowczy, †11 I 1919 w Zimnej Wodzie, krz. Obrony Lwowa,
- Biernacki Józef, lat 21, student, ochotnik 4. pułku artylerii ciężkiej, †21 III 1919 z ran, krz. Obrony Lwowa,
- Kwiatkowski Witold, lat 23, student prawa Uniwersytetu Warszawskiego, sekcyjny 3 batalionu 6 plutonu artylerii, †25 II 1919 pod Sygniówką (?), krz. Obrony Lwowa,
- Misztur Mieczysław, lat 18, żołnierz baonu saperów lwowskich, †7 II 1919 pod Persenkówką, krz. Obrony Lwowa,
- Olechowski Jan, lat 29, absolwent Wydziału Inżynier. Politechniki Lwowskiej, członek Drużyn Strzeleckich i Strzelca. Komendant sekcji min. OTNKOL, †4 IV 1919 na Politechnice, krz. Obrony Lwowa,
- Bruhn Jerzy, student prawa Uniwersytetu Warszawskiego, legionista, żołnierz III baterii 4 p. art. †4 XII 1918, poległ na punkcie obserwacyjnym, krz. Obrony Lwowa,
- Wilusz Jan, lat 34, historyk sztuki, urzędnik biblioteki uniwersyteckiej we Lwowie, †11 I 1919 pod Skniłowem, krz. Obrony Lwowa,
- wachmistrz Zimmer Herman, lat 25, wachmistrz żandarmerii, †16/17 II 1919 pod Gródkiem Jagiellońskim, krz. Obrony Lwowa.

Krypta 7ODSIECZ I ODDZIAŁY Z POMOCĄ SPIESZĄCE
- ppor. Kaliszczak Tadeusz, lat 20, student Politechniki Lwowskiej, ochotnik, walczył na odc. VI Kulparków, Persenkówka, †19 II 1919 na Politechnice, krz. Obrony Lwowa,
- szer. Kozłowski Stanisław, żołnierz kompanii karabinów maszynowych 30 pp., †17 V 1919 z ran, krz. Obrony Lwowa,
- szer. Mech Stanisław, lat 17, członek POW, ochotnik 4 pp. legionów, ciężko ranny pod Zboiskami, †26 II 1919 na Politechnice, krz. Obrony Lwowa,
- szer. Pazdam Stanisław, kompania ropczycka, †3 I 1919 z ran, krz. Obrony Lwowa,
- szer. Rakowiecki Roman, uczeń gimnazjalny z Jarosławia, żołnierz I kompanii 3 pp. Legionów, †21 XI 1918, krz. Obrony Lwowa,
- por. Schwarzenberger-Czerny Julian, lat 27, adiunkt lasowy, legionista, żołnierz I kompanii 8 pp podhal., komendant sektora Bema odc. III †27 VI 1919 w Bełżcu
- ppor. Borzęcki Stanisław Piotr, lat 24, student Politechniki Lwowskiej, żołnierz Legionu Wschodniego, †10 III 1919 w Gródku Jagiellońskim, krz. Obrony Lwowa,
- por. Wysocki Piotr Władysław, lat 28, oficer 5 pp. Legii Oficerskiej, †21 XI 1918, krz. Obrony Lwowa,
- szer. Zarychczyński lat 24, ochotnik Odsieczy Warszawskiej, żołnierz I komp. I baonu †28 XII 1918, krz. Obrony Lwowa.

Krypta 8ODSIECZ I ODDZIAŁY Z POMOCĄ SPIESZĄCE
- szer. Franiszynówna Stefania, lat 18, buchalterka, sanitariuszka ciężko ranna w boju pod Persenkówką, †30 XII 1918 na Politechnice, krz. Obrony Lwowa,
- plut. Białecki Edmund, lat 23, żołnierz 3 komp. 3 pp. Strzelców Wielkopolskich, †20 IV 1919 na polach chodowieckich, krz. Obrony Lwowa,
- szer. Dobija Stanisław, żołnierz 1 komp. 12 pp †15 V 1919 pod Nawarią, krz. Obrony Lwowa,
- szer. Maciątek Franciszek, lat 23, student Wydziału Prawa Uniwersytetu Warszawskiego, żołnierz 2 komp. 36 pp. Legii Akademickiej, †13 I 1919 pod Kulparkowem, krz. Obrony Lwowa,
- szer. Niewiadomska-Prus Janina, lat 23, siostra „Wanda” 2 Brygady Legionów, sanitariuszka polskich patroli sanitarnych, †6 I 1919 na Persenkówce, krz. Obrony Lwowa,
- szer. Śmiglak Marcin, żołnierz 10 pp, †w sierpniu 1920, krz. Obrony Lwowa,
- kpr. Biernacki Wojciech, lat 22, żołnierz 3 komp. 1 pułku Strzelców Wielkopolskich, †20 IV 1919 z ran, krz. Obrony Lwowa,
- sekc. Korol Władysław, sekcyjny 5 komp. 10 pp †9 VI 1919 z ran, krz. Obrony Lwowa,
- szer. Warecki Władysław, żołnierz I kompanii Poznańskiej, †21 IV 1919 na Politechnice, krz. Obrony Lwowa.

### Pomnik lotników amerykańskich

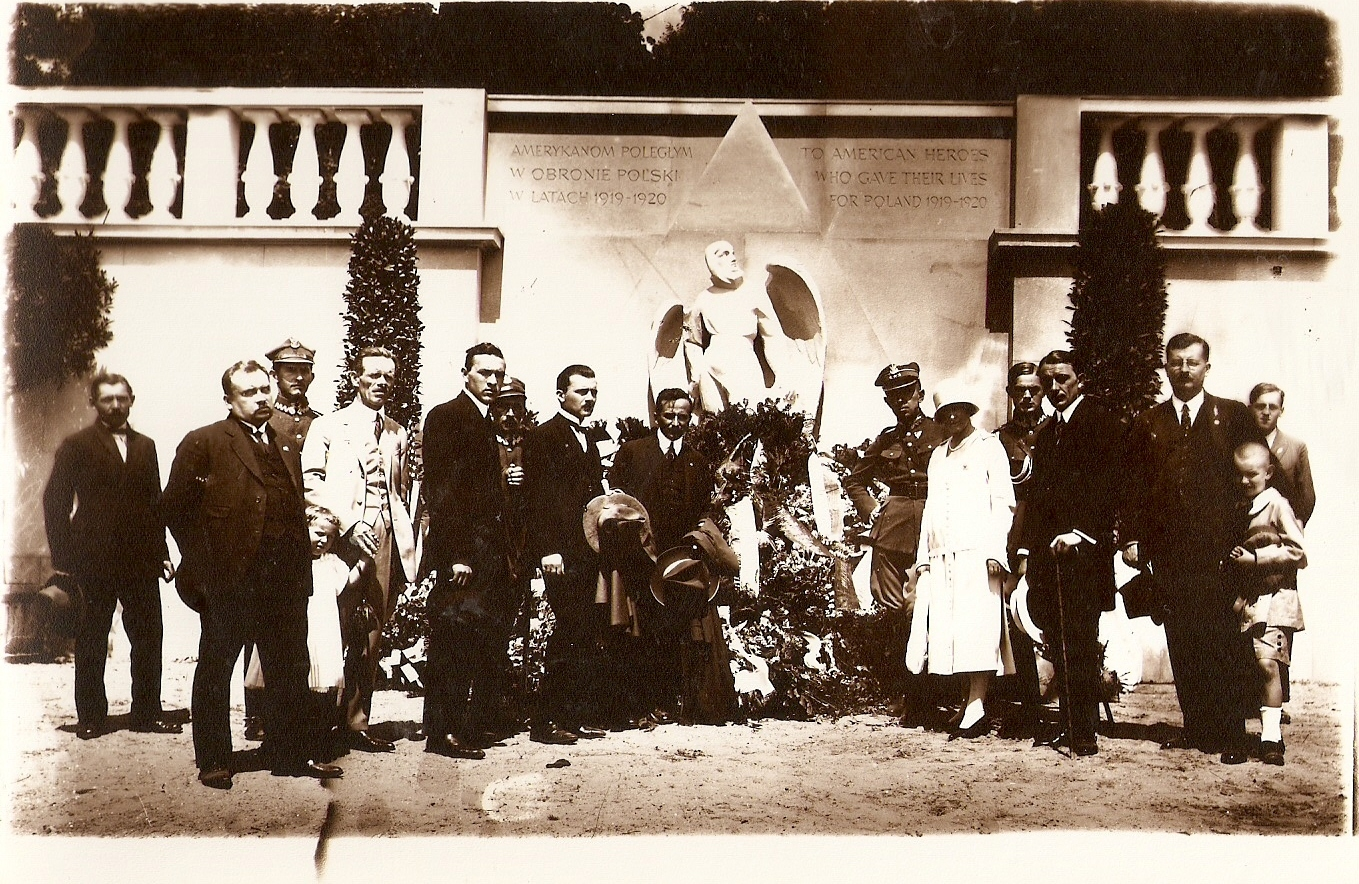
Pomnik lotników amerykańskich w okresie międzywojennym

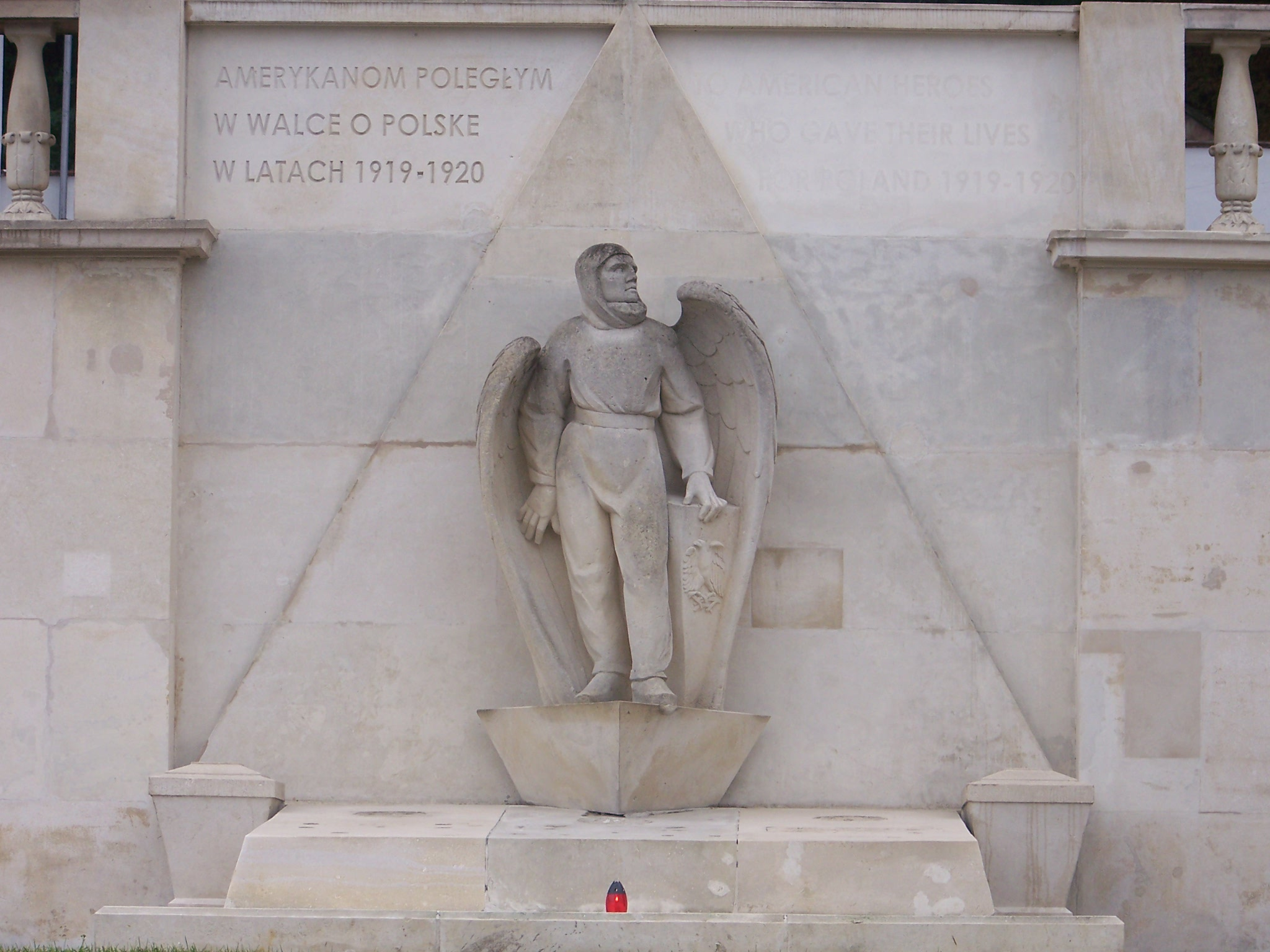
Pomnik lotników amerykańskich

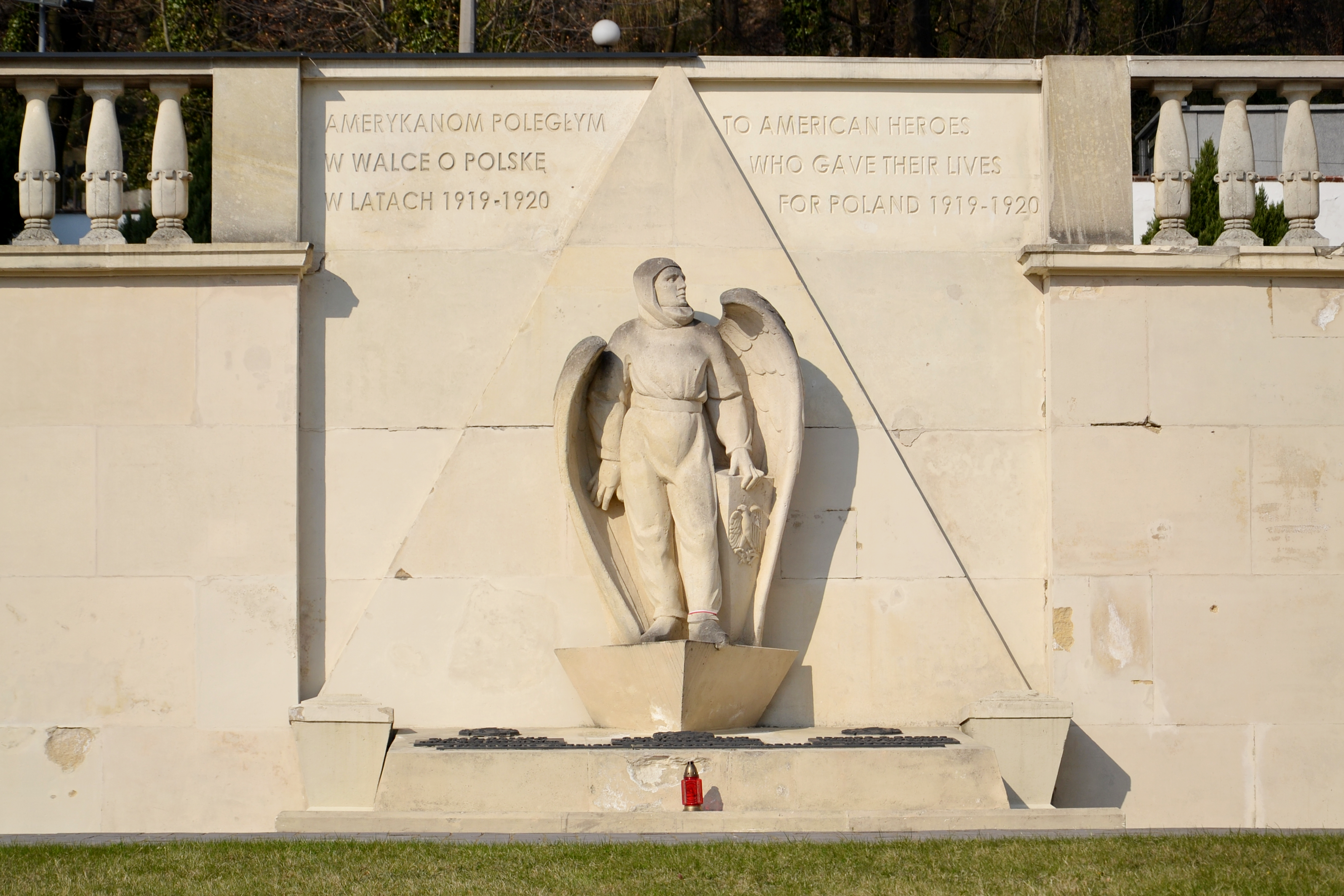
Pomnik po przywróceniu angielskiego napisu

Historia spoczywających pod nim jest następująca: w lipcu 1919 amerykański kapitan lotnik Merian C. Cooper zgłosił się wraz ze swym kolegą, majorem Cedrikiem Fauntleroyem, do przebywających w Paryżu podczas pertraktacji pokojowych premiera Ignacego Paderewskiego i gen. Rozwadowskiego z prośbą, aby im i ich kolegom amerykańskim wolno było jako lotnikom w mundurach polskich walczyć w armii polskiej. Utworzyli oni 7 Eskadrę Myśliwską.
Amerykanie zasłużyli się przede wszystkim w walce z konnicą Budionnego. Atakowali ją, opuszczając się tak nisko, że niemal skrzydłami mogli druzgotać głowy jeźdźców i koni. Z siedemnastu przybyłych do Polski w międzyczasie amerykańskich lotników, czternastu wróciło żywych do swej ojczyzny. Trzech pochowanych zostało na Cmentarzu Obrońców Lwowa.
Pomnik lotników amerykańskich, przedstawiający lotnika ze skrzydłami, z głową wzniesioną w górę, był dziełem artysty rzeźbiarza Józefa Starzyńskiego. Tło w kształcie piramidy projektował artysta rzeźbiarz Józef Ludwik Różyski. Projekt ten wybrał sąd konkursowy. U góry znajdują się napisy w języku polskim i angielskim: „Amerykanom Poległym w Obronie Polski w latach 1919–1920”. Na płycie grobowej widnieje napis następujący: „Oficerowie Lotnicy z Eskadry myśliwskiej im. Tadeusza Kościuszki”.
- Edmund Graves porucznik W.P. * 1891 Boston Mass † 22 XI 1919 we Lwowie;
- Arthur H. Kelly kapitan W.P. * 1890 Virginia Richmond † 16 VII 1920 pod Łuckiem;
- G. Mac Callum porucznik W.P. * 1890 Detroit † 31 VIII 1920 pod Lwowem.

Pomnik Lotników amerykańskich ufundował Związek Narodowy Polski z Chicago a odsłonięto go uroczyście 30 maja 1925 roku. W okresie II Rzeczypospolitej odbywały się uroczystości upamiętniające amerykańskich obrońców miasta, pochowanych na cmentarzu. W 1971 pomnik, jak większość cmentarza, został zniszczony przez czołgi i inny ciężki sprzęt Armii Czerwonej. W trakcie odbudowy cmentarza odrestaurowany i umieszczony na dawnym miejscu, jednak bez napisu po angielsku, natomiast napis po polsku ma inną treść niż przed wojną: „Amerykanom Poległym w Walce o Polskę 1919–1920”. W maju 2016 roku napis w języku angielskim został przywrócony.

### Pomnik Francuzów

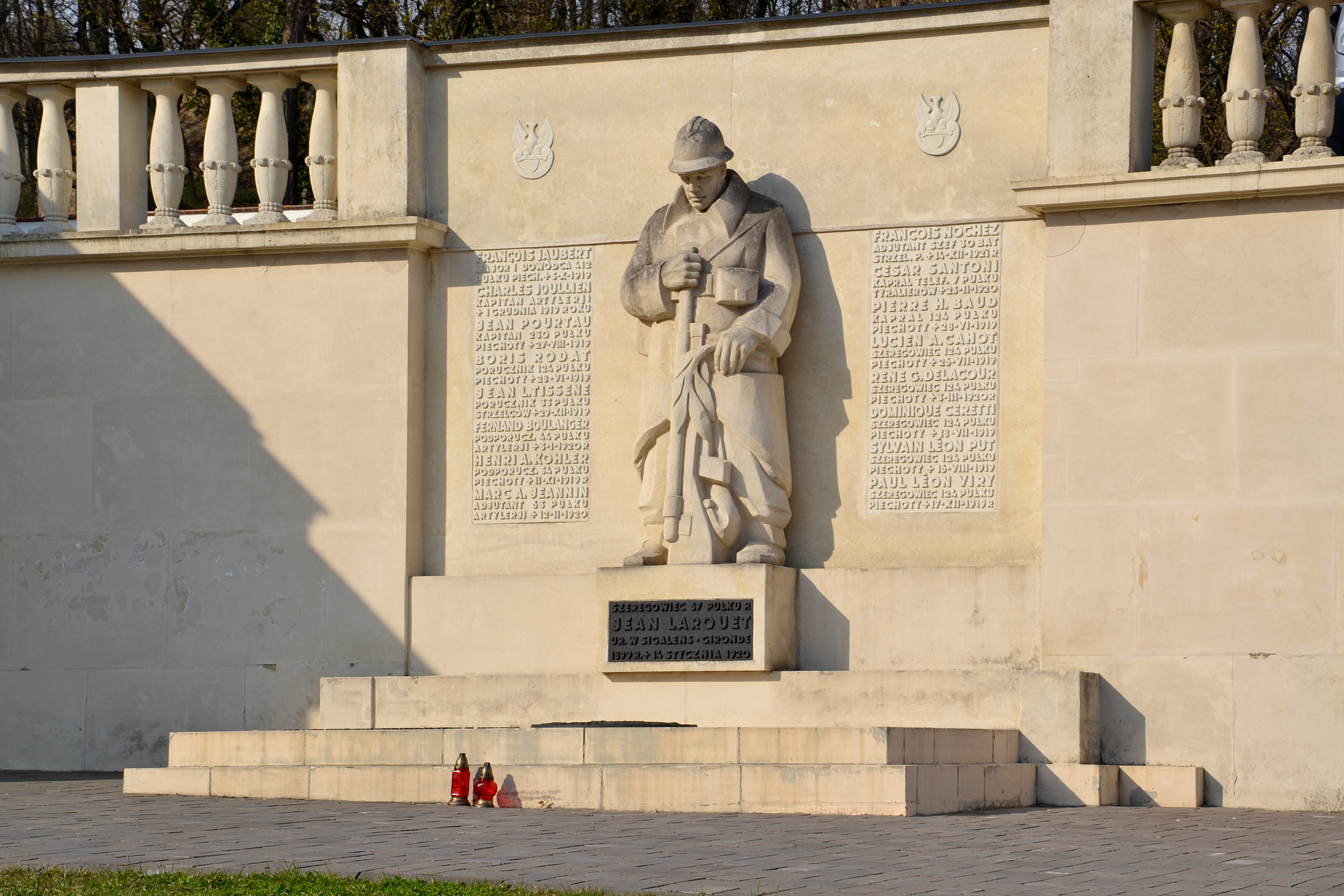
Pomnik Francuzów

Przy prawym skrzydle katakumb wznosi się pomnik ku czci Francuzów poległych i zmarłych w obronie Polski. Początkowo na Cmentarzu Obrońców Lwowa spoczywało 17 Francuzów, między nimi 9 oficerów, dwóch kaprali i sześciu szeregowców. Z czasem ich zwłoki – na prośbę rodzin – przewieziono do Francji, tak że na cmentarzu lwowskim pozostały tylko szczątki szeregowca Jeana Larouet, złożone pod płytą grobową pomnika. Nad nią napis: „Szeregowiec 57 Pułku P. Jean Larouet ur. w Sigolens-Gironde 1899 r. † 14 stycznia 1920”.
Po bokach kamiennej figury znajdują się nazwiska 16 Francuzów. Pomnik przedstawia wykutego w kamieniu piechura francuskiego, opartego o karabin, z gałązką wawrzynu. Sąd konkursowy, zebrany 18 XI 1936 r. uznał jednomyślnie za najpiękniejszy i najbardziej odpowiadający celowi, projekt prof. J.Różyskiego i według tego projektu, pod kierownictwem autora, przy pomocy rzeźbiarza Kazimierza Sokolskiego, został wzniesiony pomnik.
Mur oporowy wykonano według planu sporządzonego na Politechnice Lwowskiej pod kierownictwem prof. Bartoszewicza.
Na płycie grobowej umieszczono napis w języku polskim i francuskim: „Bohaterskim Francuzom Poległym i Zmarłym w obronie Rzeczypospolitej Polskiej”. – W środku tarcza z brązu z herbem Francji i napisem w języku polskim i francuskim „Pod tą tarczą złożono urnę z ziemią przywiezioną z Francji z następujących miejsc:
- z cmentarza polskiego du Bois du Puits,
- z pobojowiska na górze Notre Dame de Lorette,
- spod pomnika Bajończyków w La Targette,
- z pobojowiska pod Verdun, Arras i St. Hilaire.

Odsłonięcie pomnika odbyło się 26 maja 1938 w obecności Marszałka Rydza-Śmigłego i francuskiego attaché wojskowego w Warszawie gen. Musse.

### Groby dowódców i działaczy
Znajdują się one przeważnie poniżej i w bliskości katakumb.
- Stefan Bastyr, kpt., organizator i dowódca lotnictwa polskiego, podczas wojny polsko-ukraińskiej i jego koledzy. Mjr inż. Stefan Stec i ppłk Władysław Toruń.
- Michał Cieński Pomian, ppłk, komendant III odcinka Lwowskiego, a potem aż do końca wojny polsko-ukraińskiej dowódca I p. Strzelców Lwowskich.
- abp Józef Teodorowicz, ordynariusz lwowski obrządku ormiańskiego, poseł i senator Rzeczypospolitej Polskiej
- Tadeusz Cieński ur. 1856, zmarły 1925 r. Senator Rzeczypospolitej Polskiej; w listopadzie 1918 roku stanął na czele Polskiego Komitetu Narodowego we Lwowie.
- Kazimierz Czarnik dr. prezes Sokolstwa Polskiego w Małopolsce
- Ottokar Gauglitz pułkownik piechoty
- Ryszard Hausner, generał Wojska Polskiego. Od 22 XI 1918 do końca wojny polsko-ukraińskiej był dowódcą 2 p. Strzelców Lwowskich.
- Adam Hełm-Pirgo, pułkownik, komendant Komendy Głównej Żandarmerii Obrony Lwowa, kierownik Biura Kartograficznego
- Wacław Iwaszkiewicz-Rudoszański, gen. dyw. wojsk polskich. Syn powstańca styczniowego. Oficer rosyjski, po obaleniu caratu w marcu 1917 r dowodzi 3 Dywizją Strzelców w składzie I Korpusu Polskiego w Rosji. 20 marca 1919 obejmuje naczelne dowództwo na froncie polsko-ukraińskim w Małopolsce Wschodniej. W czasie najazdu bolszewickiego stanął na czele Frontu Południowego Wojska Polskiego.
- Edmund Kessler, gen. W.P., od 19 III 1919 szef sztabu dowództwa Wschód gen. Iwaszkiewicza.
- Ludwik (Wiktor) Kopeć, kpt, obrońca radiostacji w Kozielnikach 2–3 XI 1918 („Lwowskie Termopile”), po czym dowódca odcinka w Rzęsnie Polskiej.
- Stanisław Nilski-Łapiński, Wielkopolanin, legionista, obrońca Lwowa, l. szef sztabu Obrony Lwowa 1–22 XI 1918 i zastępca komendanta Mączyńskiego, zdolny strateg, uczestnik wszystkich walk l. Brygady Legionów
- Feliks Zbigniew Machnowski, kapitan piechoty, zastępca komendanta Milicji Wojskowej
- Czesław Mączyński, brygadier wojsk polskich, naczelny komendant obrony Lwowa od dnia 1–22 listopada 1918 r. Przez 22 dni, w listopadzie 1818, był Mączyński komendantem polskich sił zbrojnych we Lwowie, od 22 listopada komendantem miasta i powiatu lwowskiego wraz z oddziałami bojowymi. Od 12 grudnia 1918 był komendantem Brygady Lwowskiej.
Pod koniec kwietnia 1919 r. poszedł na czele Brygady Lwowskiej z ofensywą nad Zbrucz. Pozostaje tu do jesieni. W roku 1920, podczas inwazji bolszewickiej, organizował i dowodził Małopolskimi Oddziałami Armii Ochotniczej.
Po wojnie wybrany został posłem do Sejmu, a po jego zamknięciu wrócił do wojska w stopniu pułkownika. Przez krótki czas był komendantem PKU w Wołkowysku i stąd na podstawie orzeczenia lekarskiego przeszedł w stan spoczynku
- Mieczysław Motylewski, podporucznik obserwator Wojska Polskiego, oficer alarmowy lwowskiej cytadeli
- Tadeusz Jordan Rozwadowski, gen. broni, Szef Sztabu Generalnego Wojska Polskiego. Jeden z najbardziej zasłużonych w wojnie polsko-ukraińskiej i polsko-bolszewickiej. Od 22 listopada 1918 do 19 marca 1919, tj. do swego wyjazdu na konferencję pokojową w Paryżu, był dowódcą Nacz. Kom. Wschód w wojnie polsko-ukraińskiej. Później, podczas wojny polsko-sowieckiej był szefem Sztabu Generalnego, gen. inspektorem kawalerii i jednym z najbardziej twórczych współpracowników Naczelnego Wodza. Współautor planu Bitwy Warszawskiej w sierpniu 1920 r. Zmarł w roku 1928.
- Kornel Bolesław Popowicz, początkowo nauczyciel szkoły wiejskiej w powiecie trembowelskim, od najmłodszych lat zwolennik ruchu niepodległościowego, legionista, generał, dowódca Okręgu Korpusu WP we Lwowie,
- Ludwik Rydygier, chirurg, profesor doktor medycyny, generał brygady Wojska Polskiego, walczył w obronie Lwowa przed Ukraińcami w listopadzie 1918; w trakcie walk o Lwów włączył się w tworzenie służb medyczno-sanitarnych Wojska Polskiego.
- Aleksander Skarbek, hr. dr. Współpracownik Tadeusza Cieńskiego, równie jak on, zasłużony obywatel, patriota i organizator w Krakowie odsieczy Lwowa. W dniu 20 listopada 1918 r. przybył do Lwowa wraz z odsieczą, która w znacznej części dzięki jego zabiegom zostało postanowiona, i objął z ramienia nowo powstałego Komitetu Rządzącego administrację Wschodniej Małopolski, w miarę zajmowania jej przez polskie wojska.
- Leonard Stahl, dr wiceprezydent Lwowa, zasłużony działacz w jego obronie.
- Wilhelm Starck kpt., zdobywca Szkoły Konarskiego, obrońca Domu Techników i Wulki, dowódca odcinka Zamarstynów-Żółkiewskie.
- Marceli Jastrzębiec-Śniadowski, 1878-1927, płk, legionista 1 Brygady. Organizator i dowódca artylerii we Lwowie w listopadzie 1918 r., po czym dowódca lwowskiej bryg. art., najwyższy rangą oficer Obrony Lwowa.
- Zdzisław Trześniowski-Tatar mjr legionista 1 Brygady i dowódca załogi obrony Lwowa w Szkole Sienkiewicza i dowódca l. Grupy W. P. w Szkole św. M. Magdaleny.
- Jan Thullie, Lwowianin, gen. dywizji.
- Wilhelm Todt kpt., adiutant płk. Marcelego Jastrzębiec-Śniadowskiego.
- Bolesław Zajączkowski major, dowódca k. m. z Góry Stracenia i dowódca baonu Zadwórzaków w r. 1920.
- Aleksander Zborzyl-Mirecki por., dowódca komp. k. m.,

### Mogiła Nieznanego Żołnierza
Grób Nieznanego Żołnierza postanowiono zbudować w Warszawie, pod arkadami gmachu Sztabu Głównego Wojska Polskiego. W tym celu z 15 najważniejszych pobojowisk, na których ginęli polscy żołnierze, wybrano drogą losowania szczątki jednego nieznanego bohatera i uroczyście przeniesiono je do Warszawy.
Los padł między innymi na Lwów. Dnia 29 października 1925 w godzinach popołudniowych nastąpiło rozkopanie trzech mogił na Cmentarzu Obrońców Lwowa, oznaczonych napisem „Nieznany Żołnierz”. Trzy trumny wydobyte zawierały zwłoki: szeregowca, kaprala i sierżanta. Stwierdzono, że wszyscy trzej byli żołnierzami liniowymi, że zginęli wskutek ran i że pochowano ich w mundurach postrzępionych i pokrwawionych.
Z tych trzech trumien padł wybór na zwłoki szeregowca, które jako godne pochowania na miejscu czci narodu wybrała Jadwiga Zarugiewiczowa, polska Ormianka rodem z Kut nad Czeremoszem, matka dwóch poległych obrońców Lwowa, w tym jednego z bohaterów zabitych pod Zadwórzem, którego zwłok również nie można było zidentyfikować.
Zwłoki tego Nieznanego Żołnierza po uroczystościach we Lwowie przewieziono uroczyście koleją do Warszawy. W miejscu, gdzie spoczywał we Lwowie, położono płytę projektu Kazimierza Sokalskiego, poświęcono 2 listopada 1937, z napisem: „Zwłoki zabrano dnia 29 października 1925 r. i uroczyście przewieziono w dniach 30–31 października i 1 listopada do Warszawy, gdzie pochowano w mogile na placu Marsz. Józefa Piłsudskiego, dawniej Saskim, jako zwłoki Nieznanego Żołnierza”.

### Mogiła Pięciu Nieznanych z Persenkówki

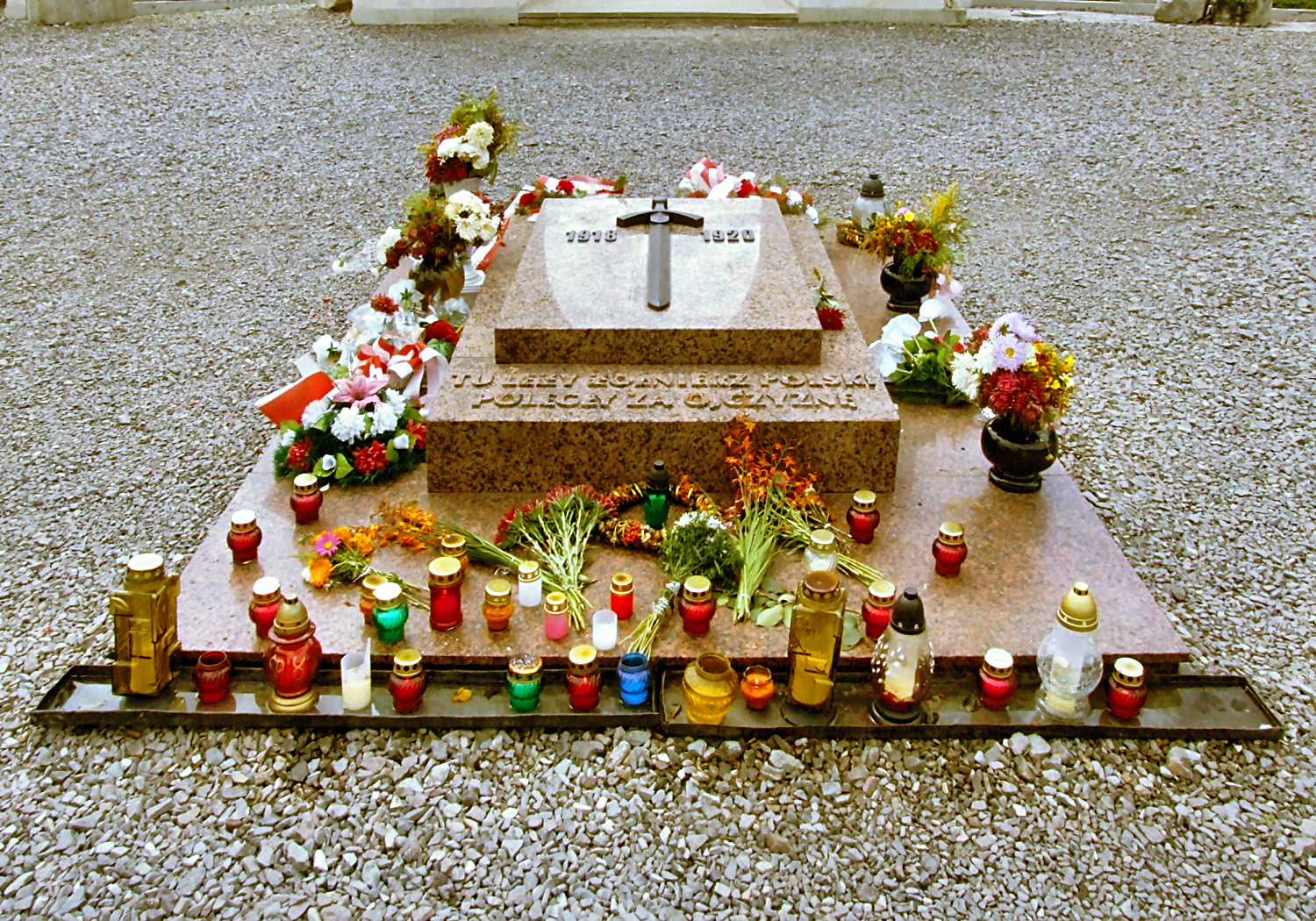
Mogiła Pięciu Nieznanych z Persenkówki, stan z 2006 r

Mogiła ta znajduje się tuż przed Pomnikiem Chwały. Kryje ona zwłoki pięciu nieznanych żołnierzy, którzy w obronie Lwowa zginęli na Persenkówce.
Ta mogiła, zajmująca czołowe miejsce na osi Pomnika Chwały, została uczczona płytą z czerwonego, polerowanego marmuru. Na górnej jej powierzchni wyobrażony jest miecz, oraz daty „1918–1920”, wykonane z brązu. Od strony Pohulanki widnieje na pionowej ścianie płyty napis: „Mogiła zbiorowa”, czoło płyty opatrzone jest napisem: „Nieznanym bohaterom, poległym w obronie Lwowa i Ziem Południowo-Wschodnich”. Płytę projektował Stanisław Konieczny.

### Pomnik Chwały

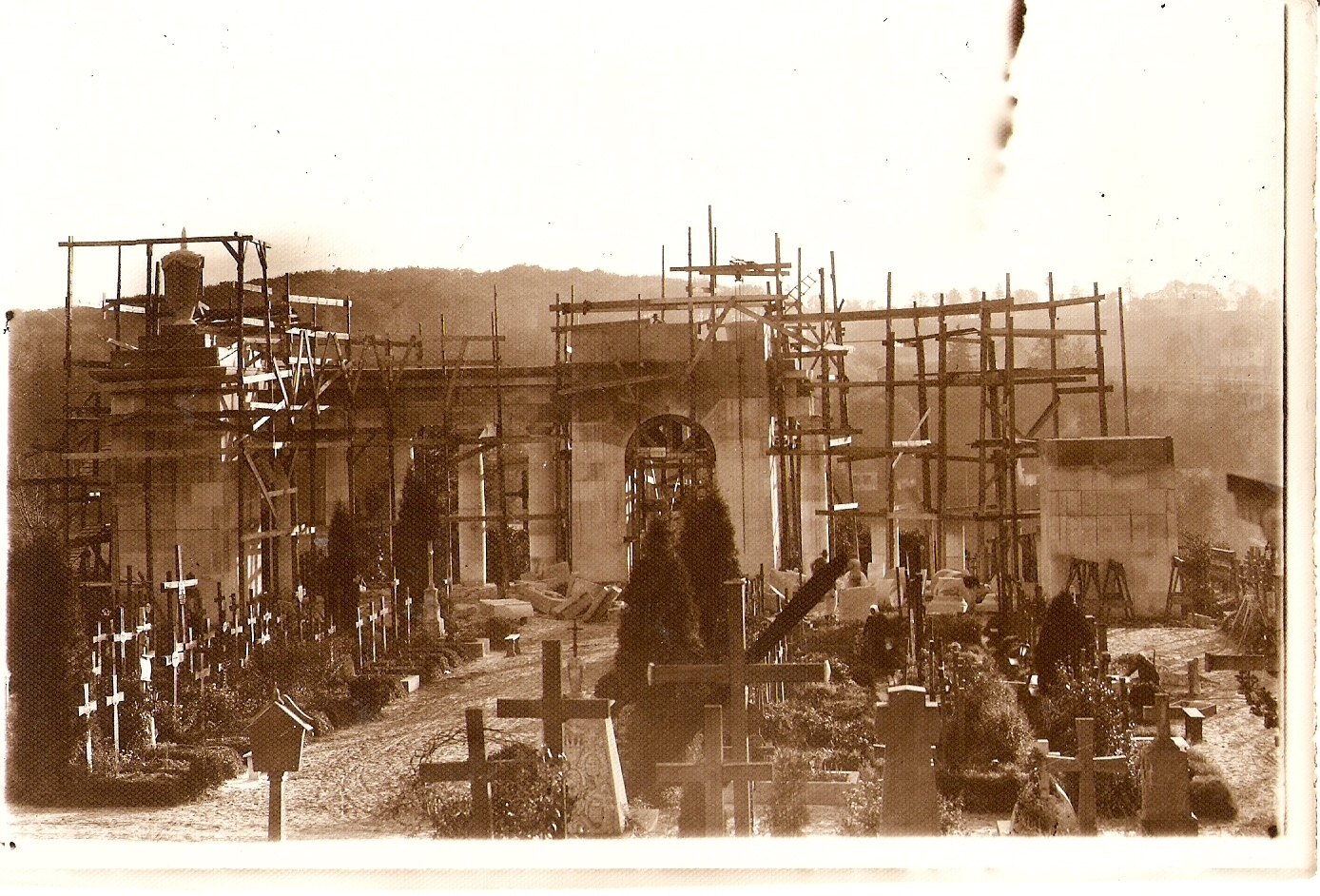
Budowa Pomnika Chwały i kolumnady

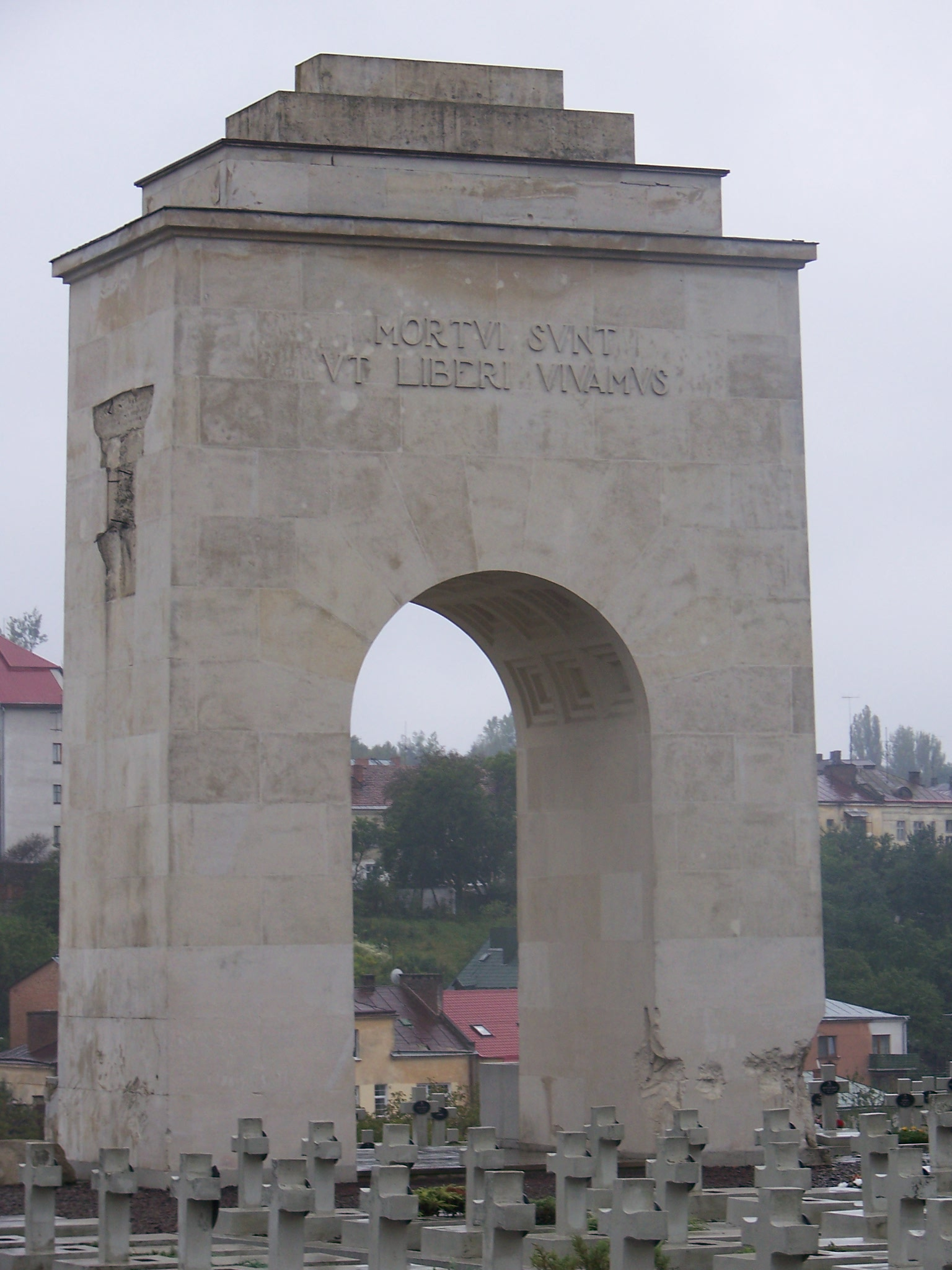
Centralna część Pomnika Chwały

Poniżej Kaplicy Obrońców Lwowa i Katakumb wzniesiono z kamienia polańskiego monumentalny Pomnik Chwały. Miał on kształt wielkiej, łukowej gloriety (12 kolumn), wypukłej w kierunku pagórkowatej Pohulanki.
Wejścia doń od południa strzegły dwa kamienne lwy, z których jeden miał na tarczy napis: „Zawsze wierny”, drugi zaś: „Tobie Polsko”.
Nad sklepioną bramą środkową, ku której zbiegały się oba skrzydła kolumnady, wyryto łaciński napis: „Mortui sunt ut liberi vivamus” (Polegli, abyśmy żyli wolni). Po przeciwnej stronie pomnika znajdowała się płaskorzeźba, przedstawiająca miecz na tle pięknej ornamentacji.
Skrzydła pomnika zamknięte były potężnymi pylonami.
- Na jednym z nich wyliczono miejsca walk z czasów obrony Lwowa, jak: Wulka, Szkoła Kadecka, Kozielniki, Persenkówka, Cytadela, Poczta Główna, Park Kościuszki, Dyrekcja Kolejowa, Góra Stracenia, Żółkiewskie, Zamarstynów, Kleparów, Koszary Bema, Dworzec Główny, Szkoła Sienkiewicza, Kulparków, Sokolniki, Zimna Woda, Rzęsna.
- Na drugim pylonie wyliczono miejsca walk na terenie Galicji (Małopolski) Wschodniej: Winniki, Pasieki, Zubrza, Brzuchowice, Grzybowice Wielkie, Dublany, Malechów, Zaszków, Kulików, Żółtańce, Jaryczów, Laszki, Zadwórze, Kurowice, Mikołajów, Przemyślany, Gołogóry, Złoczów, Wołków, Cecowa, Zborów, Olejów, Załoźce, Jezierna, Tarnopol, Zbaraż.

Odsłonięcie „Pomnika Chwały” nastąpiło 11 listopada 1934.

## Uczestnicy obrony Lwowa pochowani na cmentarzu

### Najmłodsi
- Kukawski Jaś. Najmłodszy obrońca Lwowa. Miał zaledwie 9 lat. Jego karabin był większy od niego.
- Petrykiewicz Antoni. Miał 13 lat i był uczniem drugiej klasy gimnazjalnej.
- Bitschan Jurek. Miał lat 14 i zginął od dwóch eksplodujących, ukraińskich pocisków, dnia 21 listopada na cmentarzu Łyczakowskim, przy odsieczy Lwowa.
- Jabłoński Tadeusz, lat 14, uczeń trzeciej klasy gimnazjalnej, wykradł się z domu, aby dostać się do polskich szeregów, padł w ataku na Szkołę Kadecką 18 listopada 1918.
- Dufrat Jaś (lat 12), poległ 9 listopada 1918 roku.
- Loewenstamm Tadeusz (lat 13)
- Wąsowicz Ksawery (lat 13)
- Kłosowski Jan (lat 14)
- Skawiński Antoni (lat 14)
- Wiesner Tadeusz (lat 14)
- Baczyński Janusz (lat 15)
- Badzyński Stefan (lat 15)
- Brojanowski Marian (lat 15)
- Doleżal Adolf (lat 15)
- Haluza Wilhelm (lat 15)
- Manowarda de Jana Franciszek Walerian (lat 15)
- Szczepański Józef (lat 15)
- Walawski Józef (lat 15)
- Welser Franciszek (lat 16)
- Pyzik Ludwik (lat 16), uczeń szkoły realnej z Gródka Jagiellońskiego, legionista, poległ pod Cytadelą 21 listopada.

### Kobiety
- Maria Kazecka

W katakumbach pochowane są:
- Bieganówna Antonina, lat 23, urzędniczka Namiestnictwo, sanitariuszka.
- Franiszynówna Stefania, sanitariuszka.
- Kozłowska Stefania, modniarka, lat 17, sanitariuszka.
- Niewiadomska Prus Janina, lat 24, Ochot. Legia Kobiet.

Poza katakumbami leżą;
- Brutelówna Helena, lat 19, sanitariuszka, zmarła 12 I 1919.
- Brzozowska Teresa.
- Chudecka Ludwika, sanitariuszka, lat 28, zmarła 10/II 1919.
- Dulębianka Maria, zasłużona działaczka społeczno-polityczna. W imieniu Czerwonego Krzyża, zwiedzając ukraińskie więzienia i obozy internowanych, jeńców i osób cywilnych w Stanisławowie, w Kołomyi, w Tarnopolu, Złoczowie, Mikulińcach i Strusowie, wraz z Teodozją Dzieduszycką i Marią Opieńską, zaraziła się tyfusem i zmarła.
- Dzieduszycka hr. Teodozja, przełożona sanitariuszek, towarzyszka poprzedniej, również zmarła na tyfus.
- Hoboń Józefa (pseudonim Balzer Józef), z Wiednia, lat 21, walczyła w pierwszym szeregu na placówce Bema. Przy niej walczył 14-letni, nieznany ochotnik. Oboje polegli.
- Jabłońska Stanisława
- Karłowicz Janina inż., dyrektorka szkoły gospodarczej w Snopkowie.
- Kornaszewska Ida, lat 20, seminarzystka, służba pom., zmarła 17 IV 1919.
- Katowska Felicja, sanitariuszka, poległa 21 XI 1918.
- Lechowin Wanda, kurierka Naczelnej Komendy.
- Legionistka nieznana z 2 p, p. Strzelców Lwowskich.,
- Matuszkiewicz Maria Stefania z Cepników, służba pom. w Szkole Sienkiewicza (matka Władysława Matuszkiewicza).
- Michalik Helena, lat 22, służba kanc., zmarła 28 XI 1920.
- Maryniakówna Aleksandra, sanitariuszka, zmarła z ran 18 XI 1918.
- Ogibowska Jadwiga.
- Paleolog-Juszkiewiczowa Helena.
- Płanetówna Karolina, lat 18, szereg. III Odc. poległa 8 XII 1918.
- Rogoyska Jadwiga.
- Skibniewska Helena.
- Sulimirska Felicja, kurierka, zraniona na ulicy Fredry 21 listopada 1918, zmarła nazajutrz.
- Tołłoczkówna Halina
- Trzcińska Ewa, kurierka, lat 18, poległa 28 XI 1918.
- Zaczkowa-Gajewska Wiktoria.
- Wąsowicz Dunin Leokadia.

### Groby zbiorowe
- Legia Akademicka Warszawska, składająca się niemal wyłącznie z warszawskiej młodzieży akademickiej, wchodziła w skład grupy operacyjnej gen. Romera (4 tys. żołn.). Oddział ten przybył na rozkaz Naczelnika J. Piłsudskiego w styczniu 1919 z Lublina i był najliczniejszy.
- 14 Legionistów. Skutkiem wybuchu miny w Mariówce zginęło 14 żołnierzy 5 p. p. Legionów z 13 kompanii kapitana Dechu. Dowodził nimi podchorąży, któremu wybuch oderwał nogi.
- Lotnicy Polscy. Kpt. Stefan Bastyr, mjr inż. Stefan Stec i ppłk Władysław Toruń
- rodzina Miechońskich: Jan (ojciec), Antonina (matka), Leopold (syn legionista), Józef (syn), Maria (córka), wymordowani przez Rusinów dnia 7 XI 1918 dlatego, że byli Polakami.
- Poznańczycy, groby poległych w samodzielnej kompanii tzw. Poznańsko-Lwowskiej pod wodzą por. Jana Ciaciucha.
- Rarańcza, Karpacka II. Brygada Legionistów, którzy od 1914 r. walczyli z Rosją, a w krwawym proteście przeciw pokojowi w Brześciu zerwali się pod wodza płk. Józefa Hallera dnia 15 lutego 1918 do boju z Austrią i polegli pod Rarańczą.
- Konstanty i Władysław Husakowscy – dwaj bracia z Legii Akadem. Warszawskiej polegli dnia 13 I 1919 na Persenkówce, o tej samej godzinie.
- Zadwórzacy. Obok mogiły brygadiera Mączyńskiego jest pięć innych, pod którymi spoczywają oficerowie, polegli pod Zadwórzem 17 sierpnia 1920 r., gdy osłaniali Lwów przed bolszewikami. W walce tej złożyło młode życie w ofierze 318 bohaterów, pochowanych tam we wspólnej mogile. 5 z nich, rozpoznanych, sprowadzono i pochowano na cmentarzu Obrońców Lwowa:
  - mjr Bolesław Zajączkowski, dowódca
  - por. Krzysztof Obertyński
  - ppor. Jan Demeter
  - por. Władysław Marynowski
  - por. Tadeusz Hanak.
- Nieznanych 194 Żołnierzy spoczywających w mogiłach zbiorowych i pojedynczych w części wojennej cmentarza. Przeważnie liczba nazwisk bohaterów jest znana, a tylko położenie ich grobu nieznane.

## Okres powojenny

### Dewastacja i zniszczenie cmentarza przez władze radzieckie

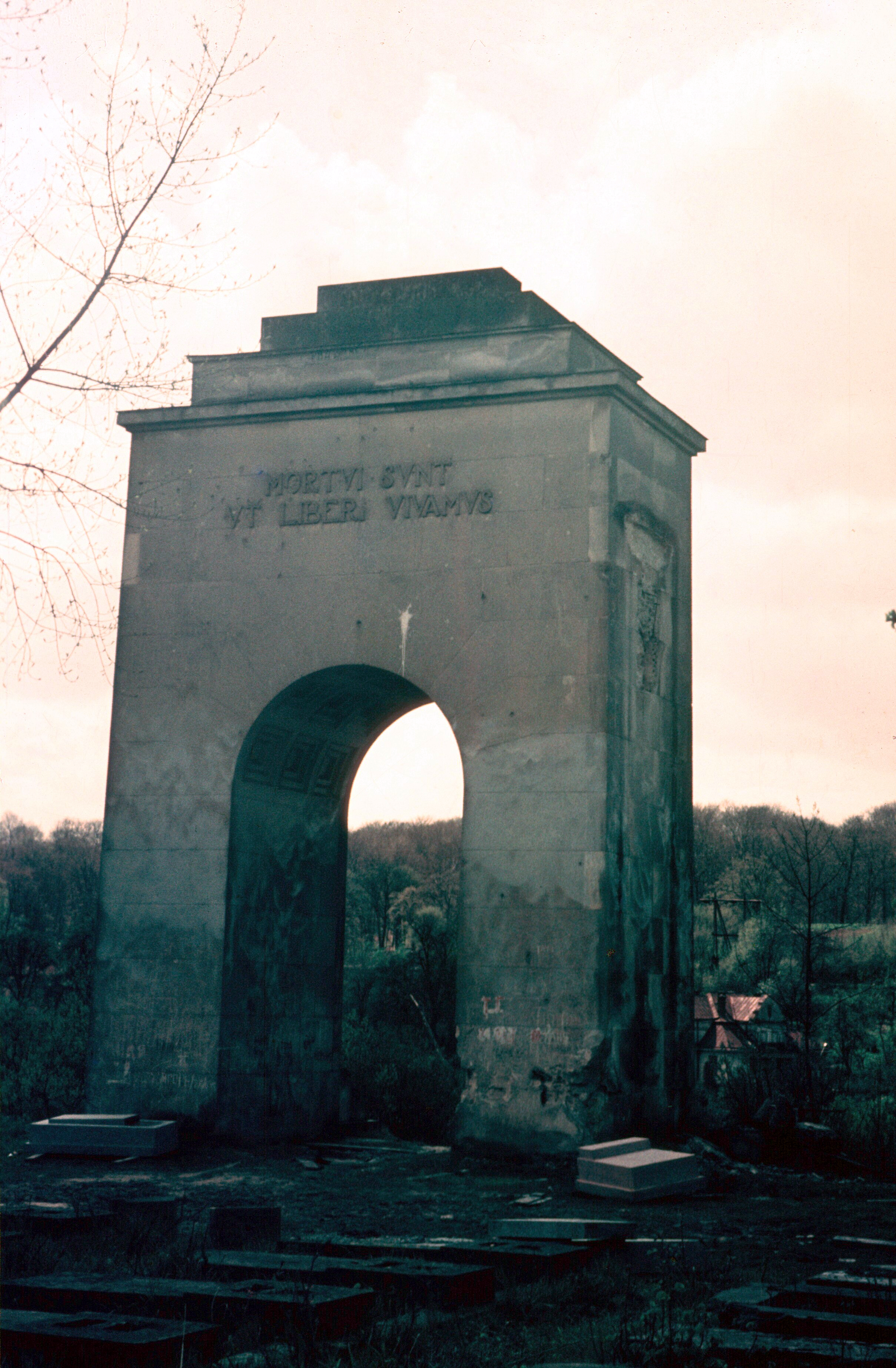
Centralna część zniszczonego cmentarza. Stan z 1974 roku

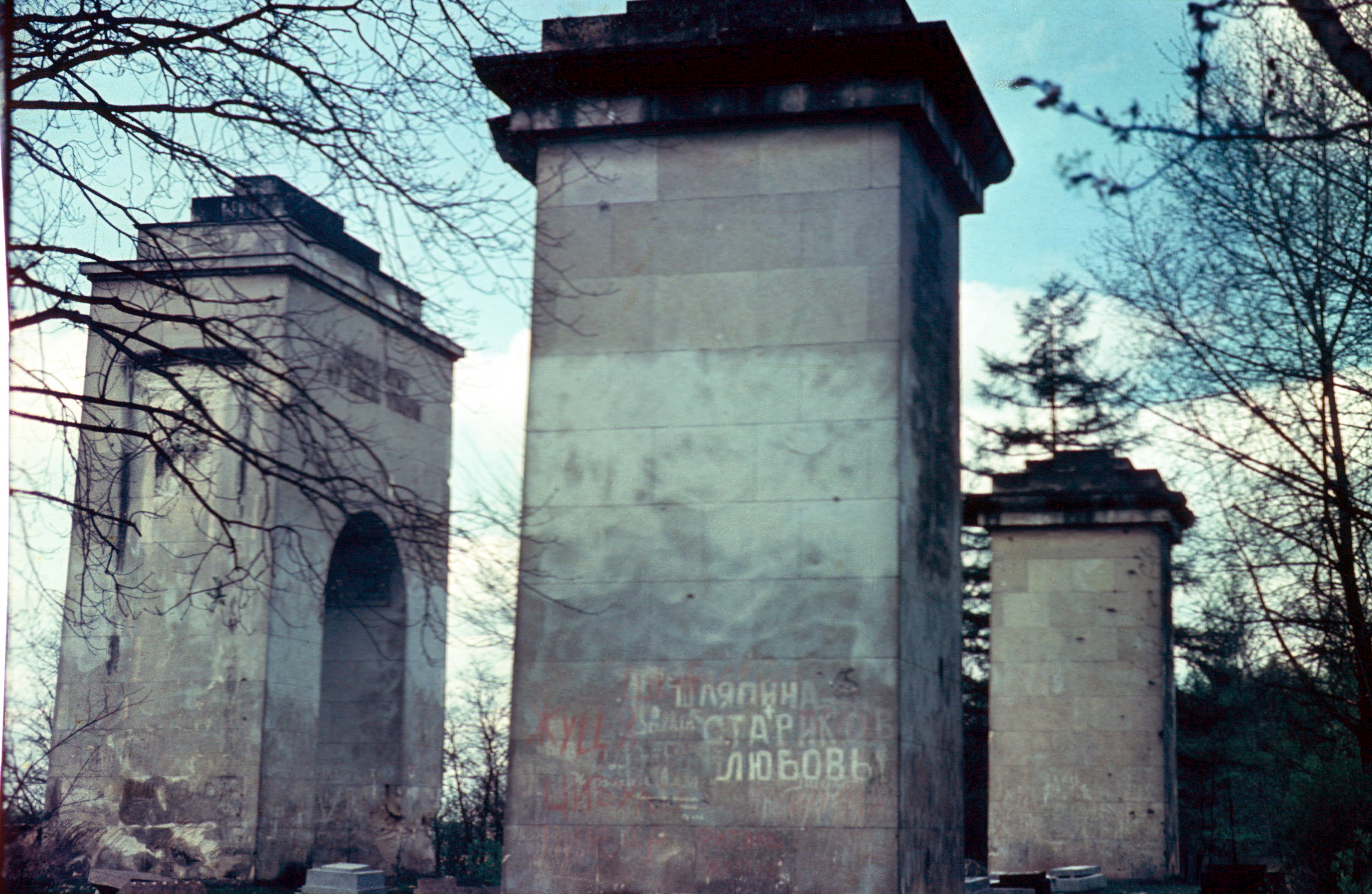
Zniszczony Pomnik Chwały. Stan z 1974 roku

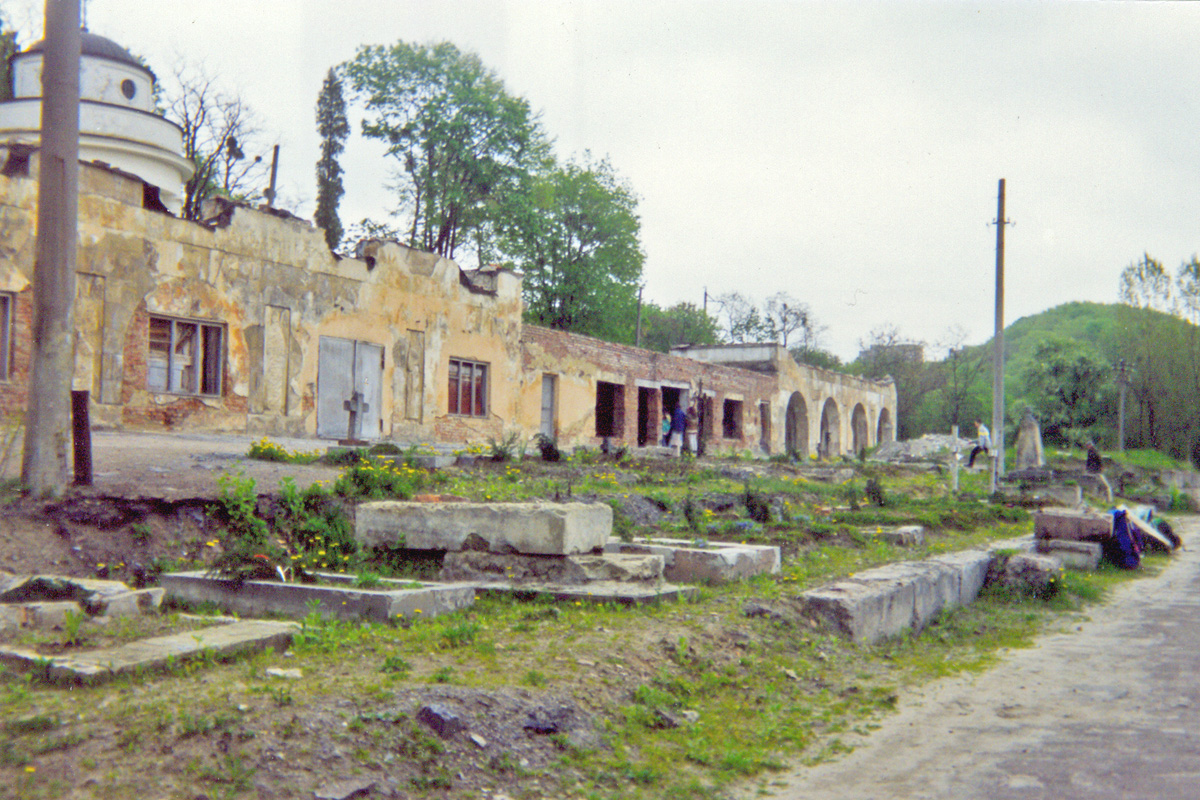
Zdewastowane katakumby. Stan z okresu odbudowy (maj 1997)

Po włączeniu Lwowa do ZSRR w 1945 groby w katakumbach zostały splądrowane w końcu lat 40., a część grobów, epitafia i pomniki żołnierzy amerykańskich i francuskich walczących po stronie polskiej rozbito. Ostatecznej dewastacji władze sowieckie dokonały w 1971 roku przy pomocy czołgów Armii Radzieckiej i maszyn budowlanych, gdy zniszczono kolumnadę i znaczną część pozostałych jeszcze grobów. Próbowano też zniszczyć wielkie pylony Pomnika Chwały, które jednak skutecznie oparły się tym próbom, ostrzelano napisy na pylonach. Podcienia w katakumbach natomiast zamurowano i nadbudowano dodatkowe piętro, gdzie umieszczono zakład kamieniarski. Kamienne lwy, które stały niegdyś przed łukiem triumfalnym, przewieziono: jednego przed klinikę na Kulparkowie, drugiego na drogę wylotową do Winnik. Przez najbardziej na wschód wysuniętą część cmentarza poprowadzono natomiast ulicę Stefana Banacha. W kolejnych latach miały jeszcze miejsce zniszczenia dokonywane przez wandali.

### Odbudowa

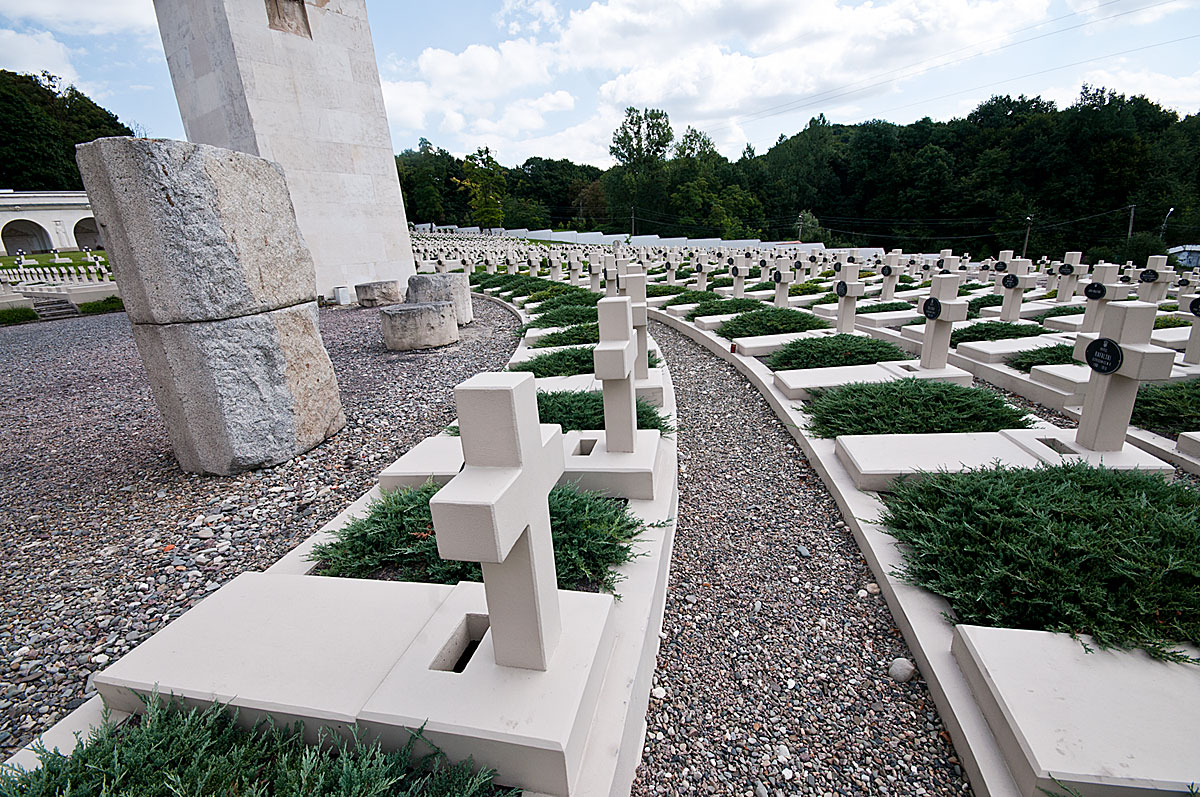
Cmentarz Orląt Lwowskich w roku 2011

W okresie pieriestrojki w ZSRR, w roku 1989 pracownicy polskiego przedsiębiorstwa Energopol, budującego elektrownię atomową w mieście Chmielnicki, zaczęli porządkować teren zdewastowanego cmentarza. Prace te podjęto z inicjatywy inżyniera Józefa Bobrowskiego. Pracownicy Energopolu w sposób półlegalny zabezpieczyli i częściowo odrestaurowali Cmentarz Obrońców Lwowa.

#### Kalendarium odbudowy
- W 1989 rozpoczęły się prace polsko-ukraińskiej komisji ds. cmentarza. Energopol rozpoczął porządkowanie nekropolii.
- W grudniu 1995 rada miejska Lwowa nakazała wstrzymanie prac do czasu uzgodnienia projektu rekonstrukcji. Wznawiano je i przerywano kilkakrotnie.
- W grudniu 2001 władze Polski i Ukrainy zawarły porozumienie o kształcie cmentarza.
- W wyniku porozumienia zawartego 19 maja 2005 Rada miejska Lwowa zgodziła się na dokończenie ustalonych w porozumieniu z 2001 roku prac na cmentarzu, w tym na ponowne ustawienie figur na pomnikach: francuskich piechurów i amerykańskich lotników, nie wyraziła jednak zgody na ustawienie figur lwów przed centralnym pylonem łuku chwały ani na powrót Szczerbca na płytę Mogiły Pięciu z Persenkówki. W roku 2005 dyrektor cmentarza rozpoczął procedurę zmierzającą do usunięcia Szczerbca z płyty głównej, gdyż uznał go za symbol „polskiego militaryzmu”.
- 16 grudnia 2015 roku lwy wywiezione z Cmentarza w latach 70. XX wieku powróciły przed Pomnik Chwały. Przewidywano ich renowację w 2016 roku[21].
- W styczniu 2016 roku Lwowska Rada Obwodowa zwróciła się do ukraińskiej policji o sprawdzenie, czy ustawione na powrót przed Łukiem Chwały posągi lwów nie posiadają „antypaństwowego charakteru”. Po tej interwencji lwy obudowano skrzyniami z płyt OSB. Obawy radnych dotyczyły głównie wymowy historycznych napisów: „Zawsze wierny” i „Tobie Polsko”, widniejących niegdyś na tarczach trzymanych przez lwy, mimo że zostały one zlikwidowane przez władze sowieckie jeszcze w latach 40. XX wieku[19], a strona polska nie planowała ich odnowienia[22].
- Lwy trzykrotnie zostały odsłonięte. W lipcu 2018 roku grupa młodych turystów z Polski zdemontowała osłony. Jednego z nich zatrzymała policja, a sąd ukarał go grzywną[23]. W grudniu 2018 roku policja zatrzymała kolejnych 4 polskich obywateli próbujących powtórzyć ten czyn[24]. Z kolei w marcu 2019 roku skrzynie osłaniające posągi całkowicie zerwała wichura, jaka przeszła przez Lwów[25].
- 20 maja 2022 roku lwy zostały odsłonięte oficjalnie. Mer Lwowa Andrij Sadowy oświadczył, że jest to wyraz wdzięczności za pomoc okazaną przez obywateli Polski ukraińskim uchodźcom podczas rosyjskiej inwazji i wyraził nadzieję, że stanie się to krokiem do ostatecznego wzajemnego wybaczenia historycznych krzywd[26].

#### Historia napisu na Mogile Pięciu z Persenkówki

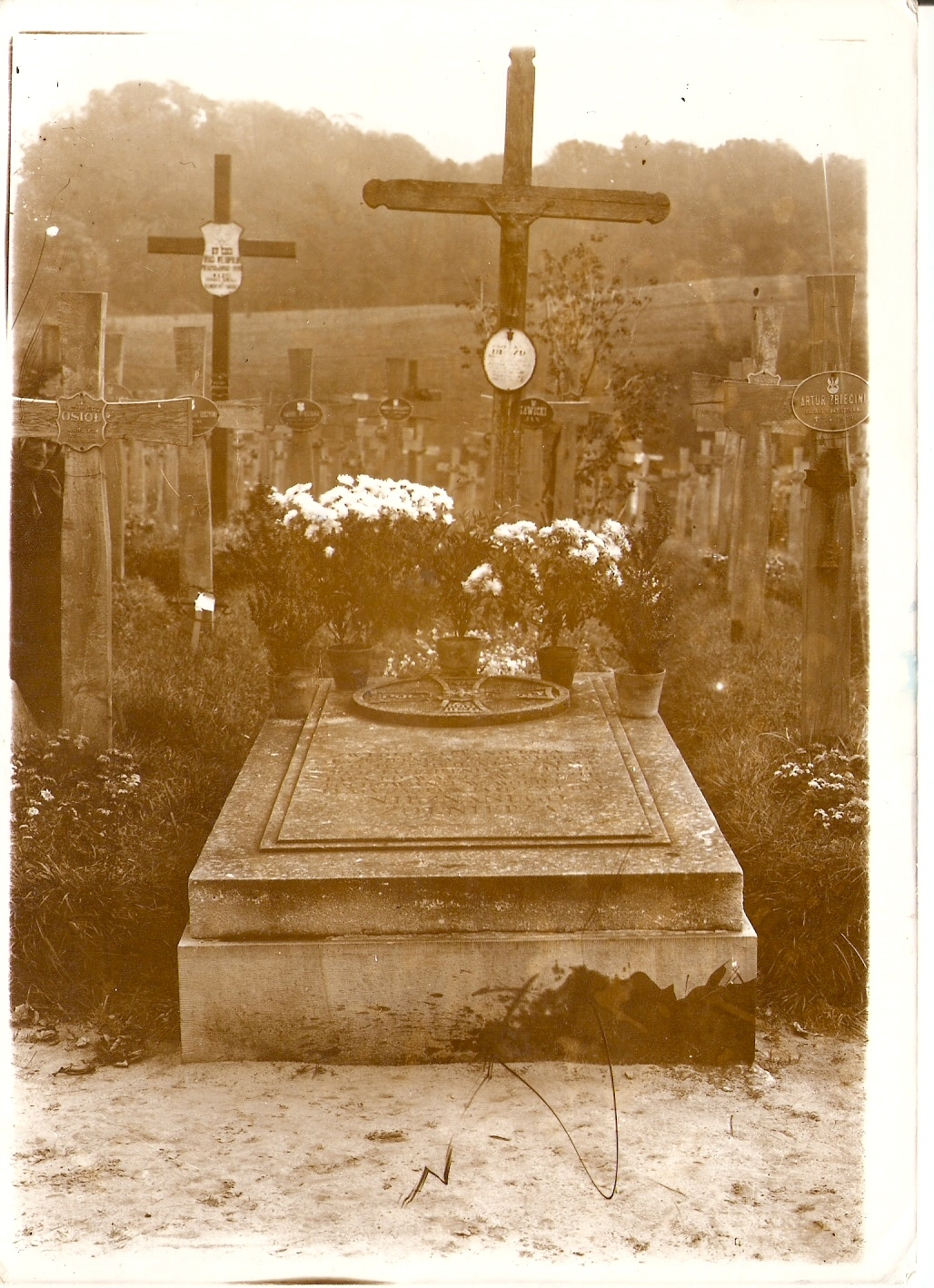
Cmentarz Obrońców Lwowa – grób, z którego przeniesiono zwłoki Nieznanego Żołnierza do Grobu Nieznanego Żołnierza w Warszawie

- Przed wojną napis brzmiał: „Nieznanym bohaterom poległym w obronie Lwowa i Ziem Południowo-Wschodnich”.
- W 1998, po sprzeciwie lwowskich radnych Polska zaproponowała napis, który uzyskał zgodę władz centralnych Ukrainy, lecz został zablokowany przez radnych: „Nieznanym żołnierzom poległym w walce o niepodległość Rzeczypospolitej Polskiej 1918–1920”.
- W 1999 tuż przed wizytą prezydentów RP i Ukrainy na cmentarzu Rada umieściła na własną rękę napis (z błędem): „Nieznanym polskim wojakam poległym w wojnie polsko-ukraińskiej”.
- W grudniu 2001 władze Polski i Ukrainy zawarły porozumienie o kształcie cmentarza, ustaliły też treść napisu: „Nieznanym żołnierzom bohatersko poległym za Polskę w latach 1918–1920”. Porozumienie zostało jednak zablokowane przez radnych Lwowa.
- W czerwcu 2005 część radnych Lwowa zaproponowała napis: „Tu leży żołnierz polski poległy w polsko-ukraińskiej wojnie”.
- W wyniku zawartego kompromisu napis na płycie mogiły brzmi: „Tu leży żołnierz polski poległy za Ojczyznę”, który jest kopią napisu na płycie Grobu Nieznanego Żołnierza w Warszawie, gdzie spoczywa nieznany żołnierz podniesiony z mogiły na Cmentarzu Obrońców Lwowa.

### Uroczyste otwarcie odbudowanego cmentarza

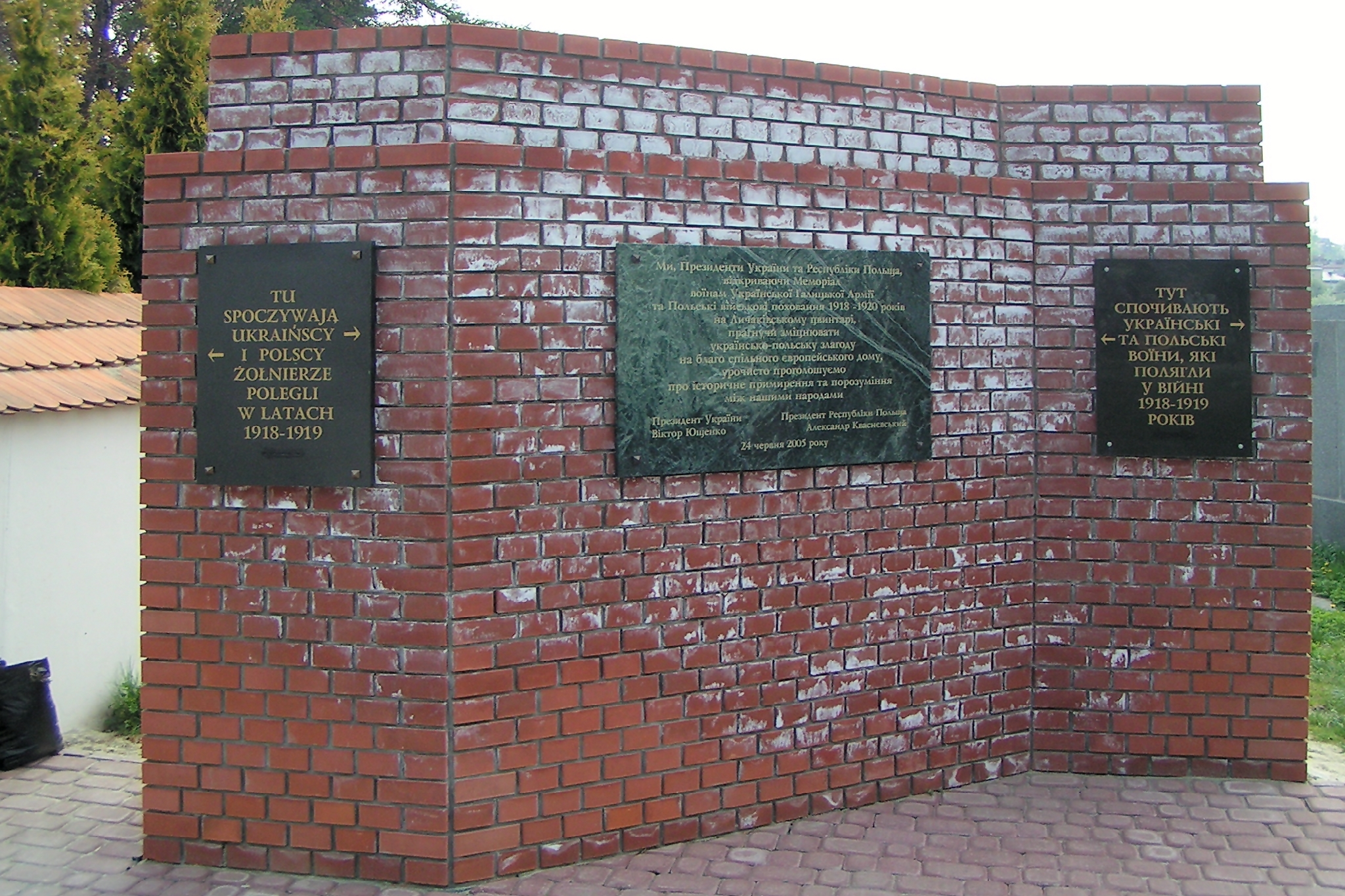
Tablice informacyjne pomiędzy nowo założonym cmentarzem Strzelców Siczowych oraz wejściem na cmentarz Obrońców Lwowa od strony cmentarza Łyczakowskiego

24 czerwca 2005 z udziałem prezydentów: Polski – Aleksandra Kwaśniewskiego i Ukrainy – Wiktora Juszczenki oraz zwierzchników dwóch katolickich obrządków Lwowa: łacińskiego – kardynała Mariana Jaworskiego i bizantyjsko-ukraińskiego – kardynała Lubomyra Huzara, odbyło się uroczyste otwarcie odbudowanego cmentarza.

## Cmentarz Orląt w literaturze
... Na te groby powinni z daleka przychodzić ludzie małej wiary, aby się napełnić wiarą niezłomną, ludzie małego ducha, aby się nadyszeć bohaterstwa. A że tu leżą uczniowie w mundurkach, przeto ten cmentarz jest jak szkółka, w której dzieci jasnowłose, błękitnookie nauczają siwych ludzi o tym, że ze śmierci ofiernej najbujniejsze wyrasta życie
Kornel Makuszyński

## Galeria

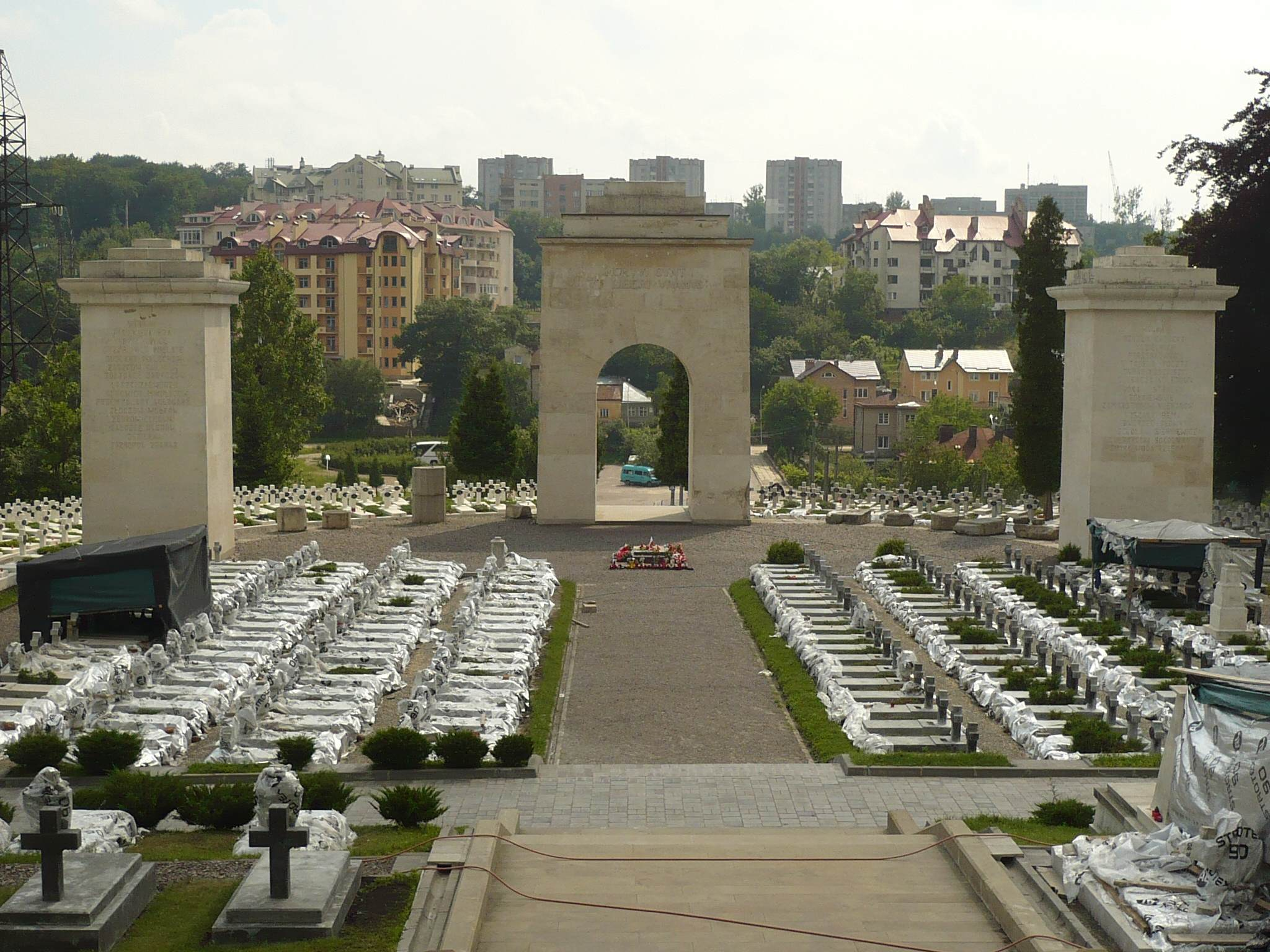
Lwów, Cmentarz Orląt
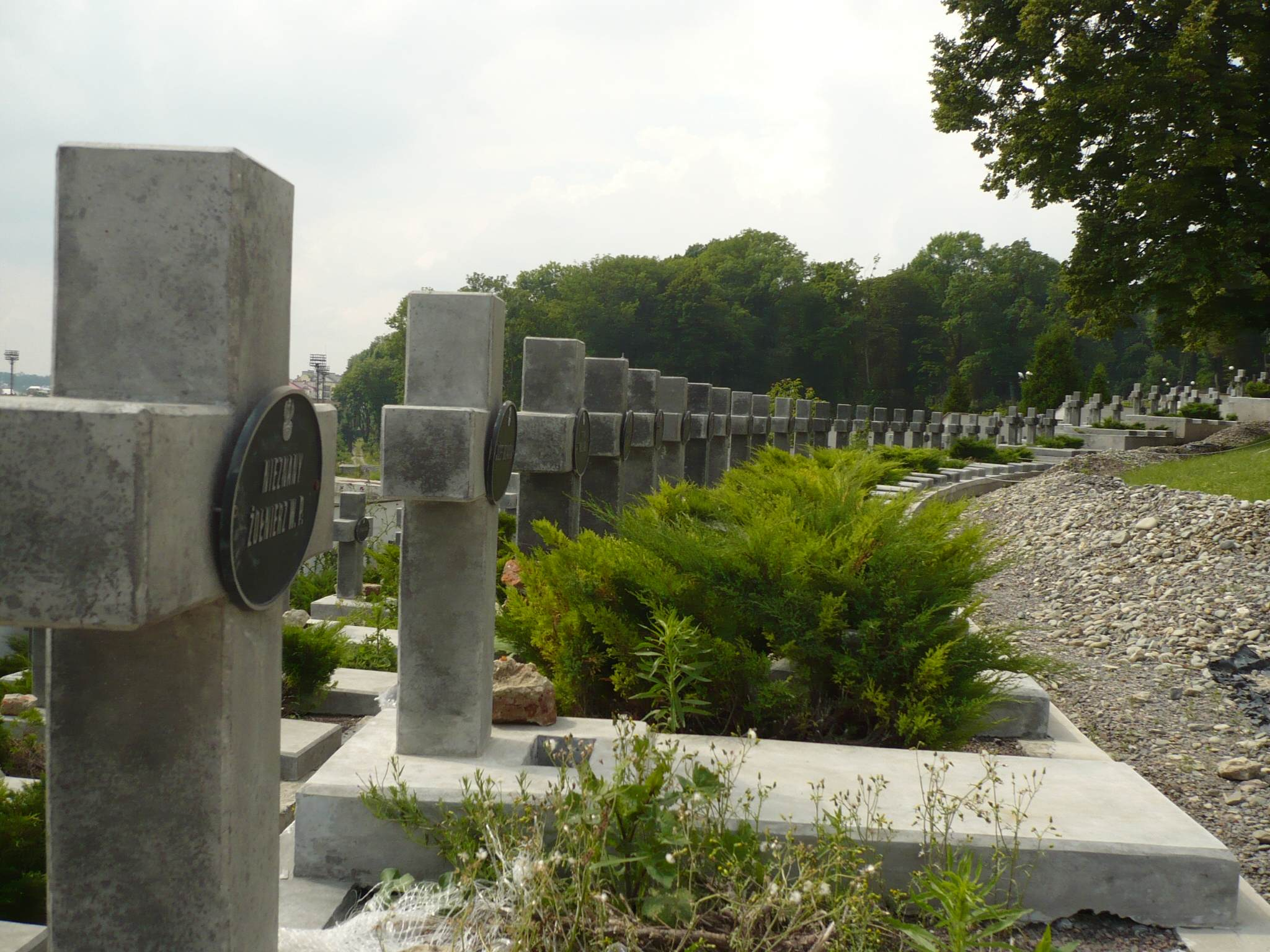
Lwów, groby na Cmentarzu Orląt
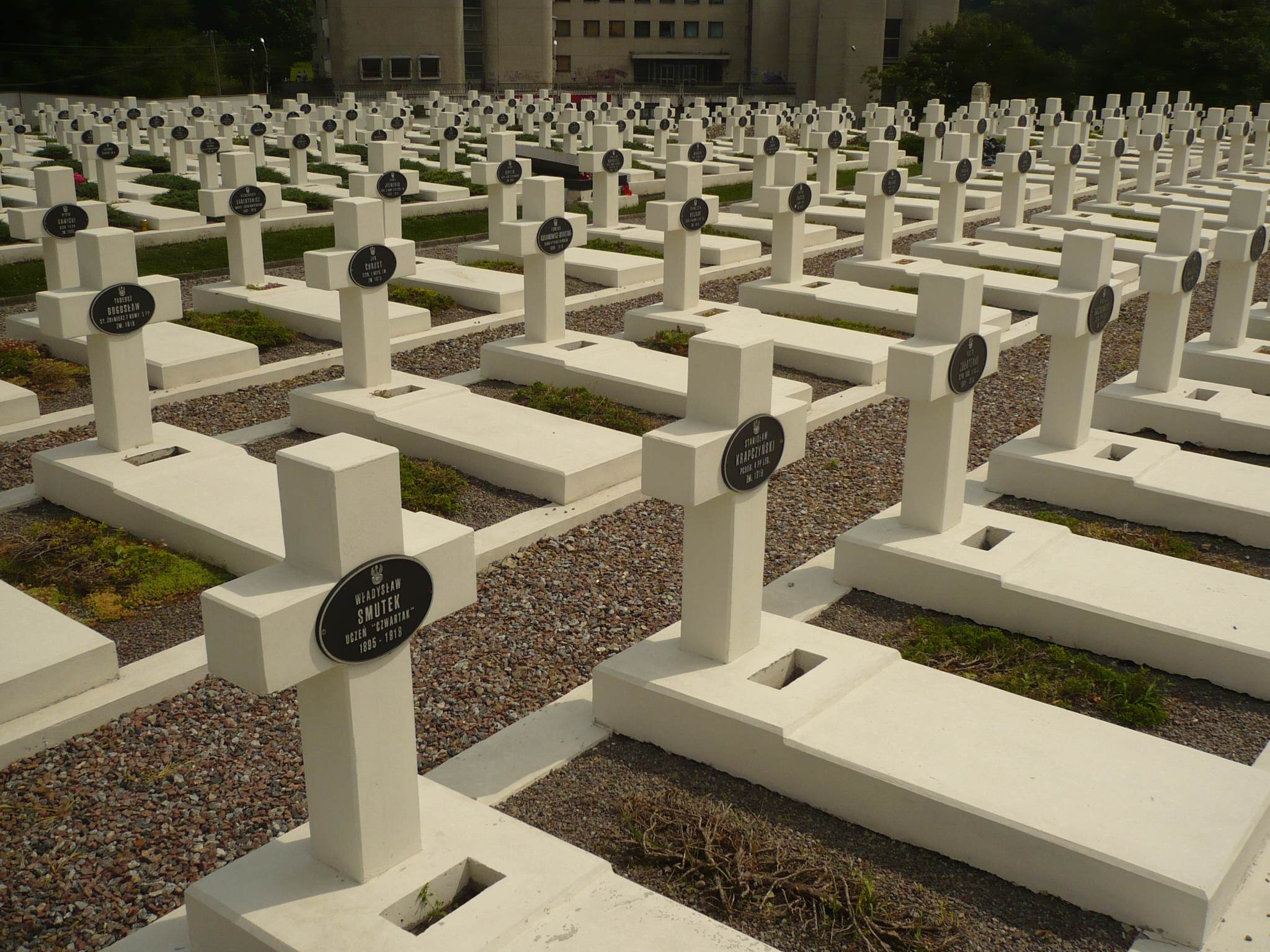
Lwów, groby na Cmentarzu Orląt
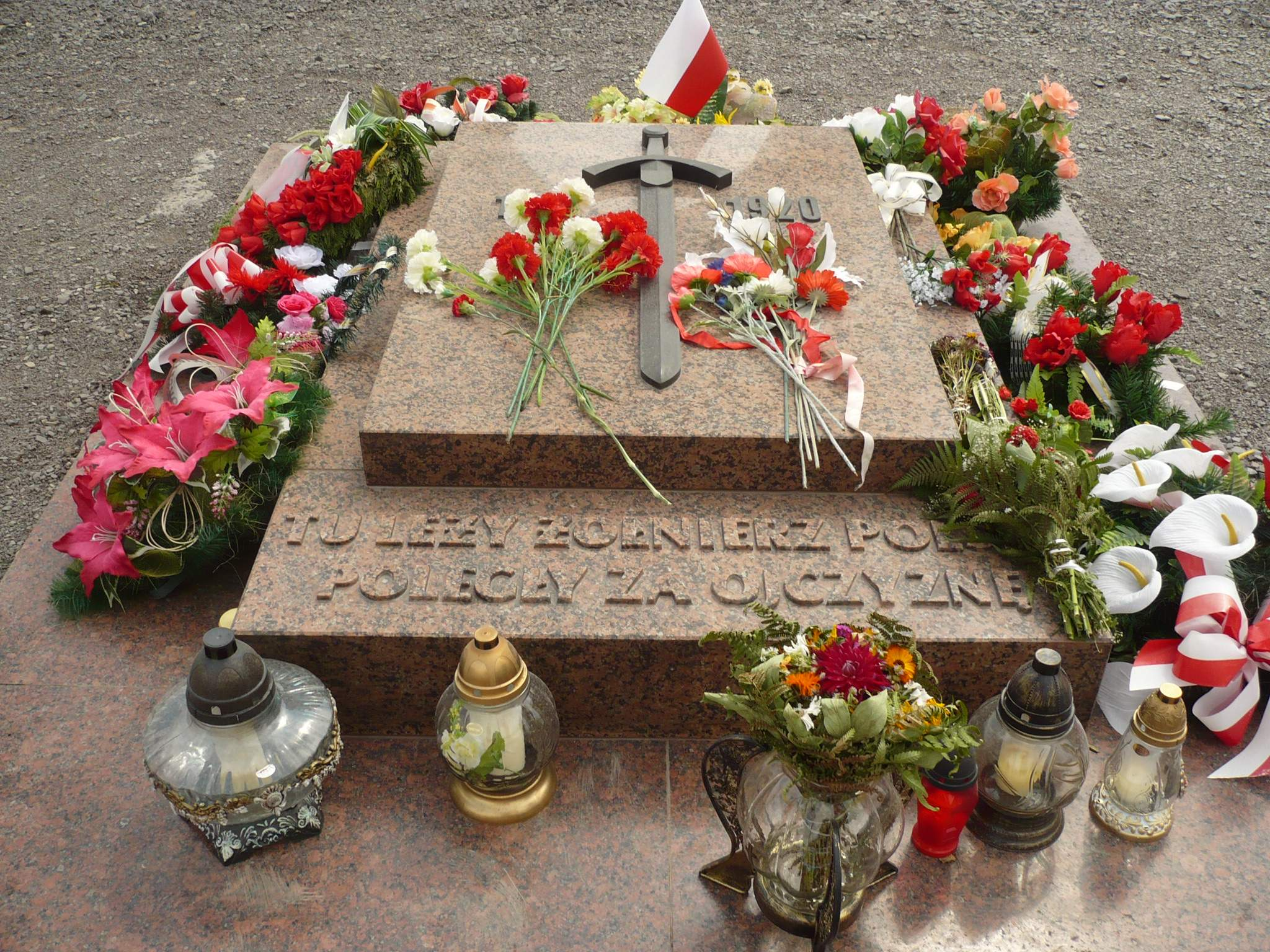
Lwów, Zbiorowa mogiła Pięciu z Persenkówki na Cmentarzu Orląt
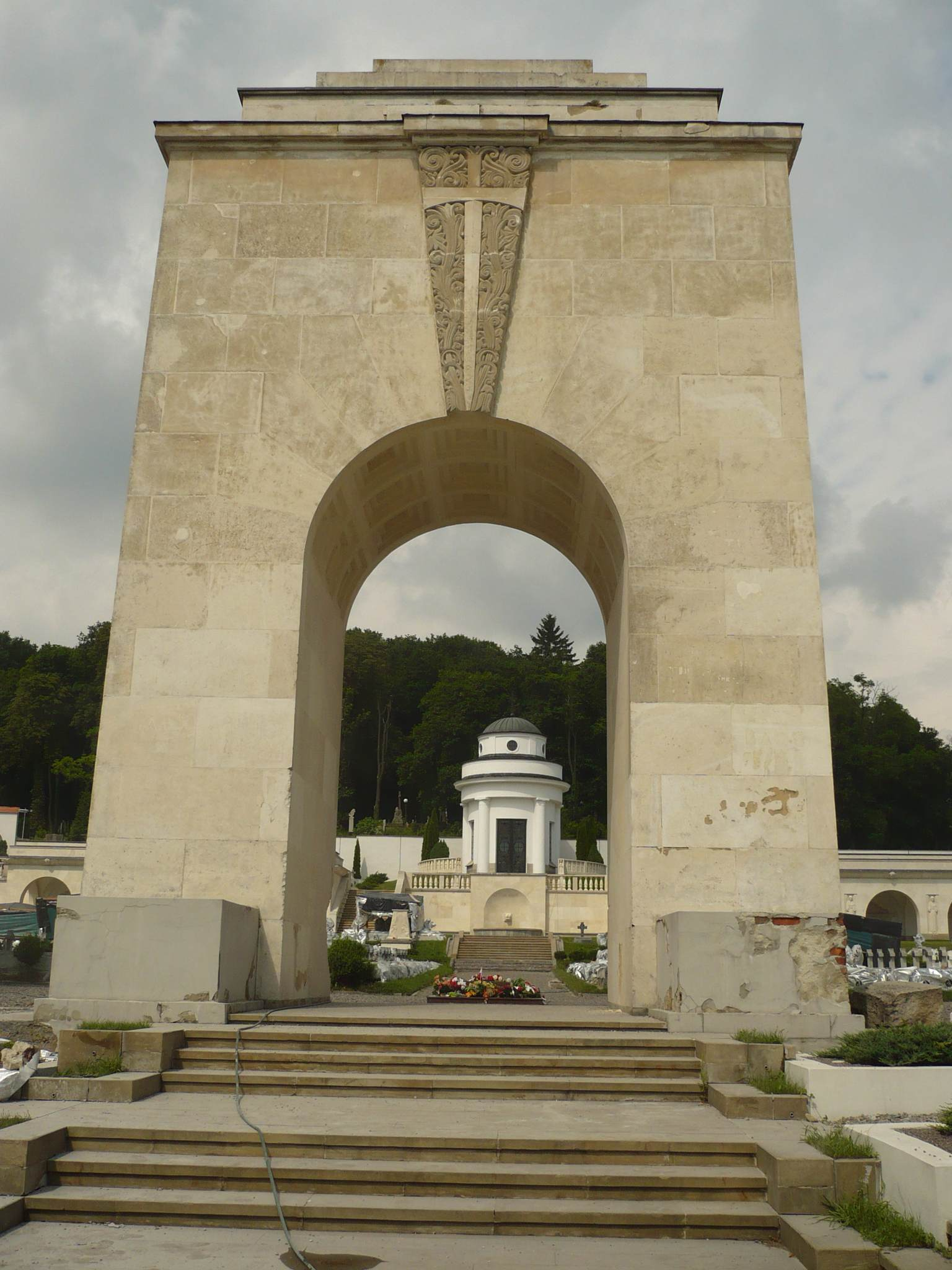
Lwów, Pomnik Chwały na Cmentarzu Orląt
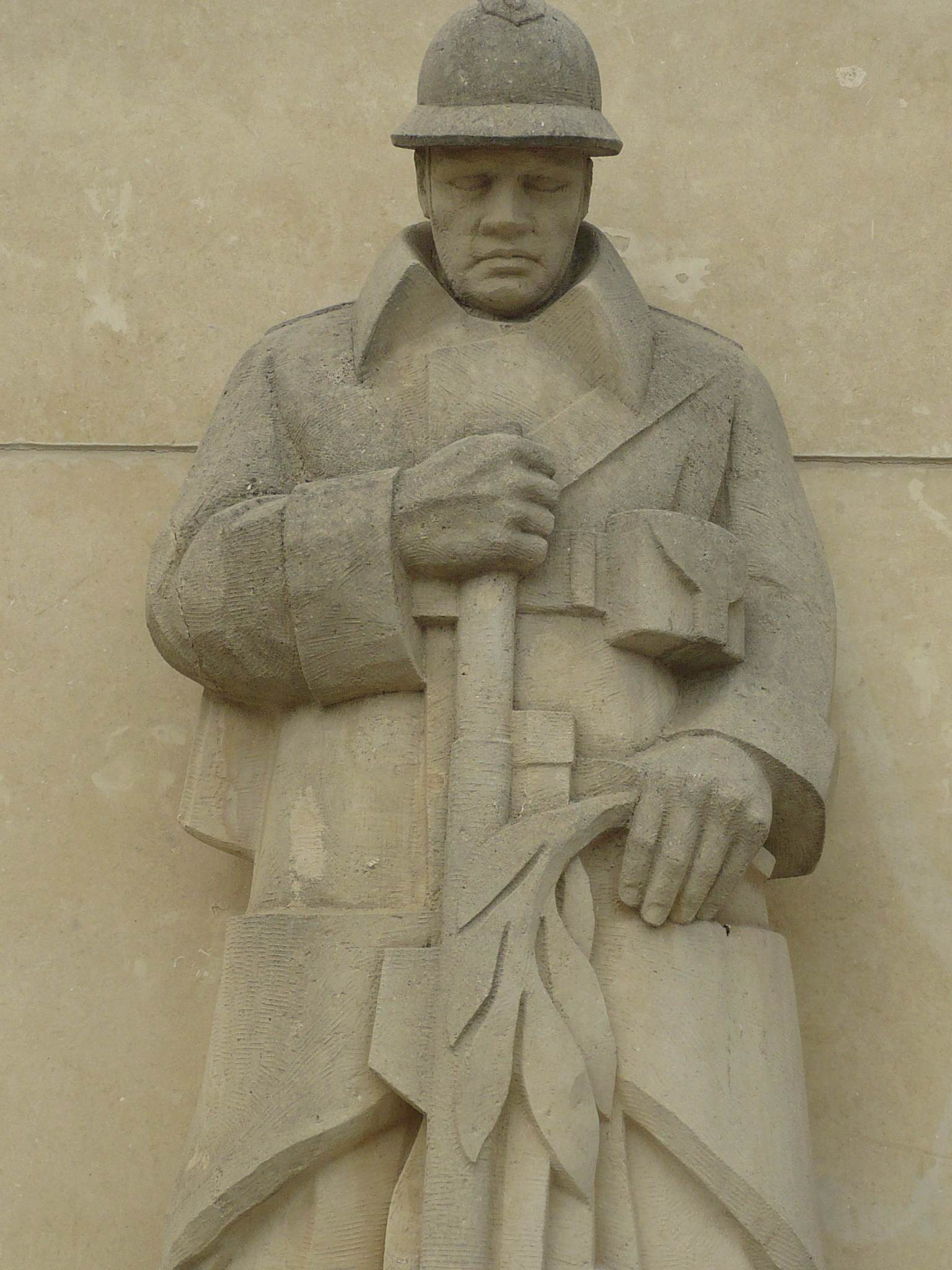
Lwów, Pomnik Francuzów na Cmentarzu Orląt
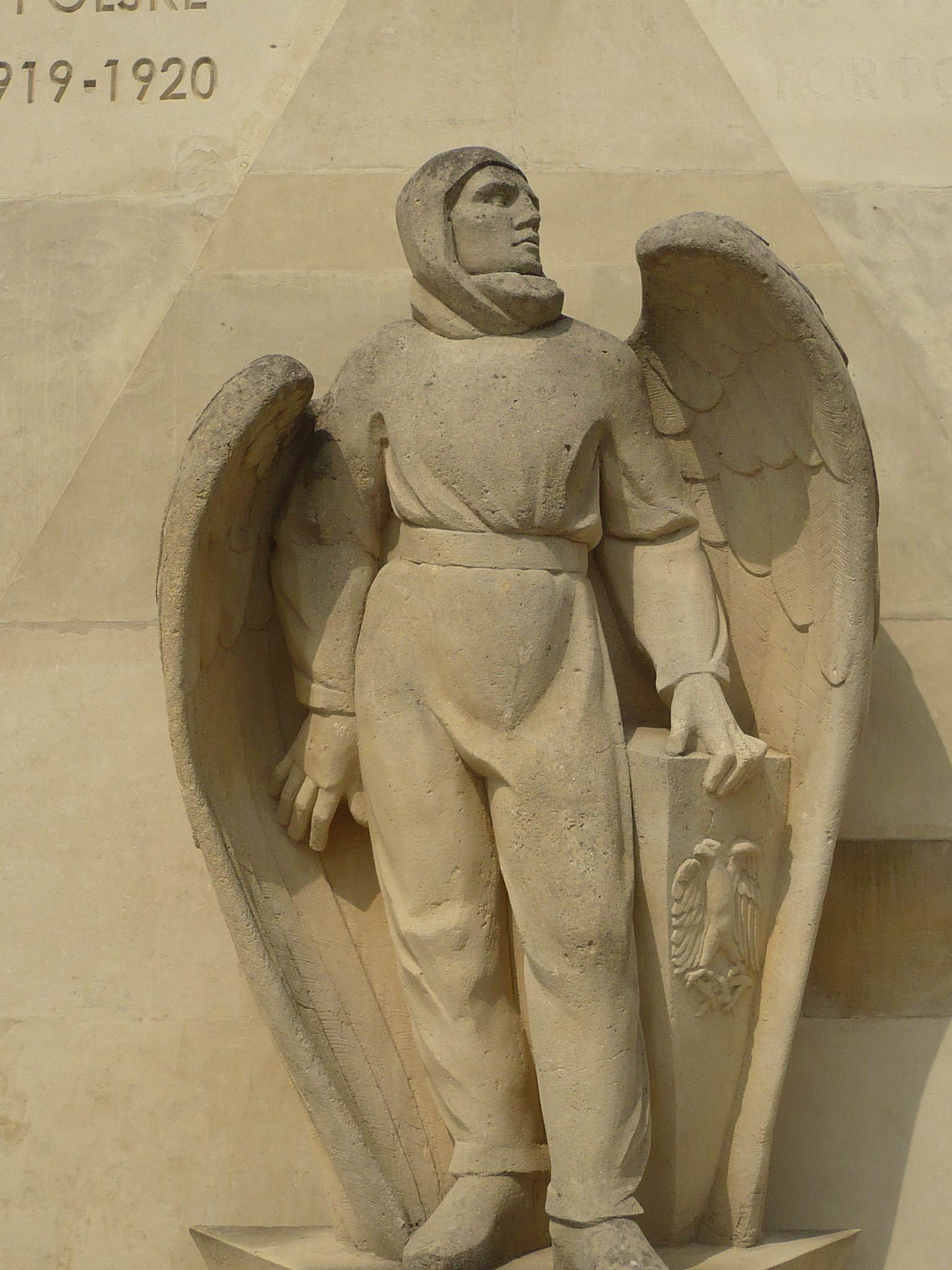
Lwów, Pomnik Lotników Amerykańskich na Cmentarzu Orląt
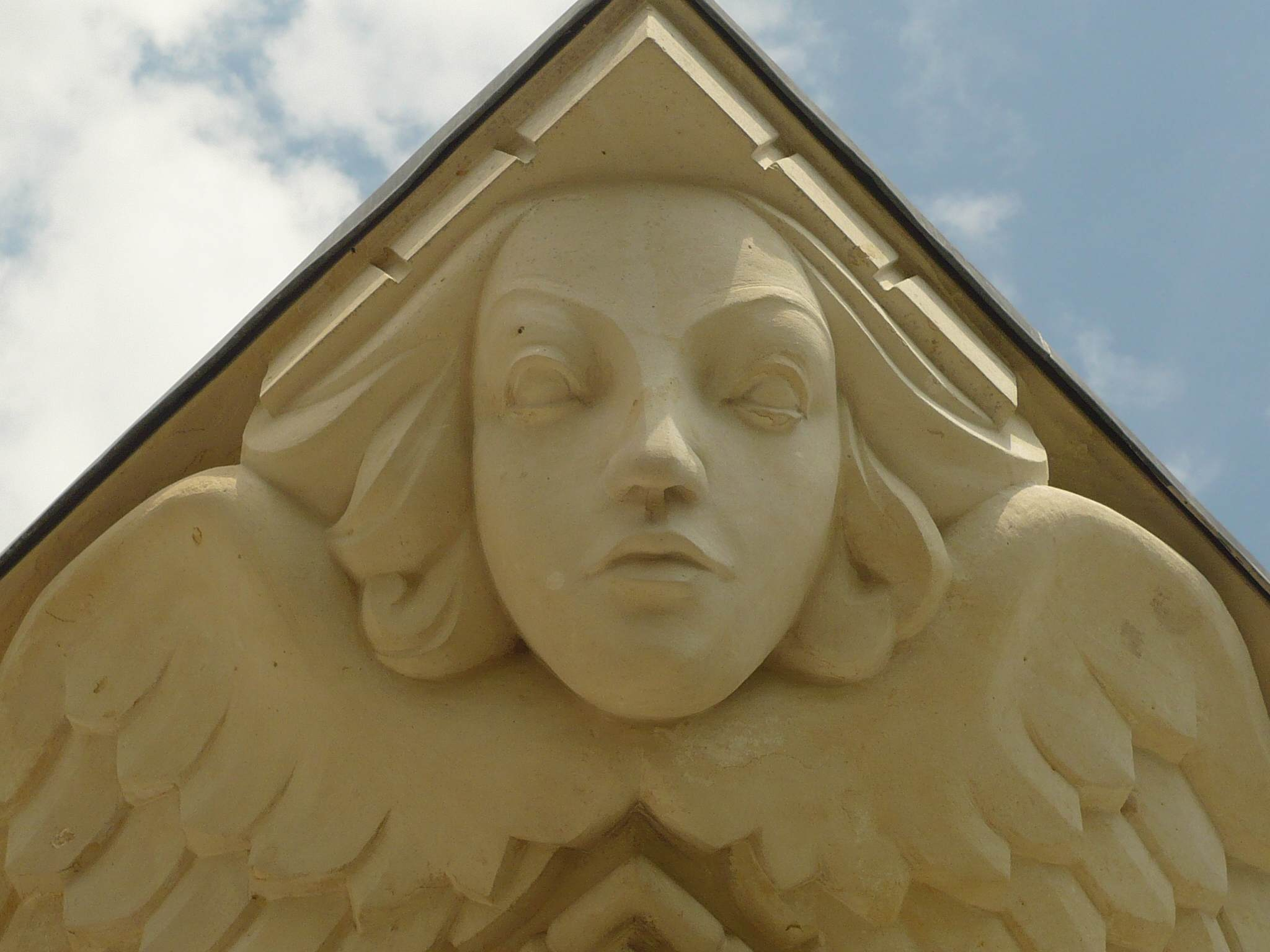
Lwów, fragment pomnika na Cmentarzu Orląt